# RuPaul’s Drag Race/Staffeln

Logo von RuPaul’s Drag Race

RuPaul’s Drag Race ist eine seit 2009 jährlich erscheinende Reality-Castingshow von und mit der Dragqueen RuPaul als Moderator und Jurorin, in der Dragqueens im Wettbewerb antreten. Bislang haben an 17 Staffeln, bei denen jeweils eine Gewinnerin als America’s Next Drag Superstar und meist durch die Zuschauer eine Miss Congeniality gekürt wurde, insgesamt 224 verschiedene Dragqueens teilgenommen. Die Kandidatinnen scheiden aus, indem am Ende jeder Episode die beiden Schlechtesten in einem Lipsync-Duell antreten, nach dem RuPaul bestimmt, welche gehen soll. Dabei kann auch vorkommen, dass beide bleiben dürfen oder gehen müssen. Neben diesem regulären Ausscheidungsprozess ist bislang eine Kandidatin innerhalb der aufgezeichneten Episoden disqualifiziert worden (Willam in Staffel 4) und zwei wegen Verletzung in der Show ausgeschieden (Eureka in Staffel 9 und Kornbread Jeté in Staffel 14). Mit Sherry Pie in Staffel 12 wurde eine Queen während der Ausstrahlung der aufgezeichneten Episoden disqualifiziert.
Seit 2012 erscheinen neben den regulären Staffeln auch All Stars-Staffeln, in denen Teilnehmerinnen der regulären Staffeln erneut antreten. In bislang neun Staffeln traten 83 Kandidatinnen an, von denen zwölf an mehreren All Stars-Staffeln teilnahmen. Gekürt wurden dabei zehn Gewinnerinnen, weil RuPaul in der vierten Staffel zum ersten Mal zwei Gewinnerinnen ernannte. In der ersten Staffel sind die Kandidatinnen in Zweierteams angetreten; seit der zweiten Staffel treten die Kandidatinnen einzeln an und bis zur vierten Staffel wurde das Lipsync-Duell jeweils von den beiden Besten bestritten, deren Gewinnerin darauf eine Teilnehmerin aus dem Wettbewerb eliminieren darf. Seit der fünften Staffel bestimmt RuPaul nur noch eine Challenge-Gewinnerin und neben den Kandidatinnen treten weitere frühere Teilnehmerinnen als Lip Sync Assassin auf, gegen die die Challenge-Gewinnerin das Lipsync-Duell bestreitet. In der siebten All-Stars-Staffel waren alle Teilnehmerinnen frühere Gewinnerinnen regulärer Staffeln.
2018 wurde ein Weihnachts-Special Holi-slay Spectacular ausgestrahlt, bei dem acht Teilnehmerinnen um den Titel „Drag Race Christmas Queen“ antraten und alle von RuPaul zu Gewinnerinnen erklärt wurden.
Im Folgenden werden die Teilnehmerinnen der Show nach Staffeln aufgeteilt tabellarisch aufgelistet. Zu einer allgemeinen Übersicht über die Staffeln und ihren Gewinnerinnen siehe im Hauptartikel RuPaul’s Drag Race #Staffeln.

## RuPaul’s Drag Race

### Staffel 1 (2009)

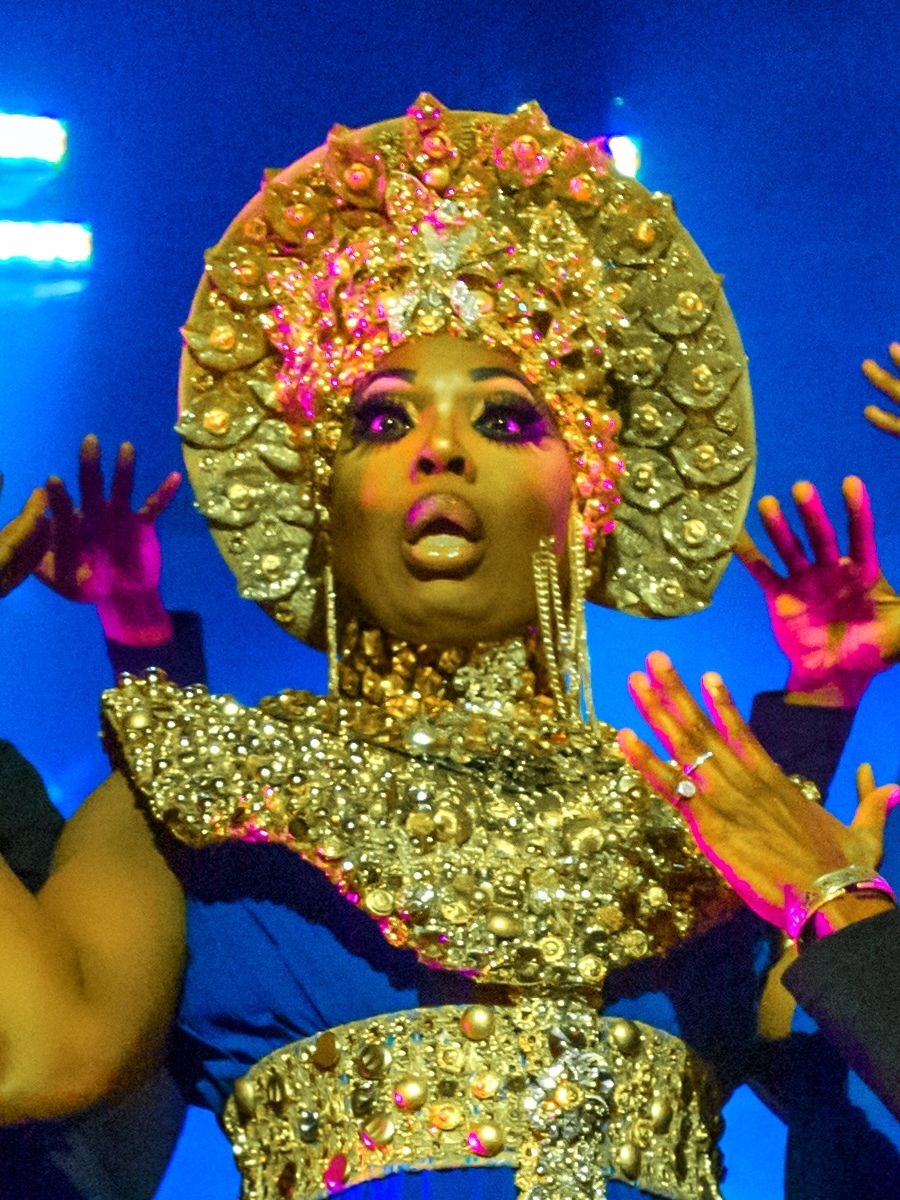
Bebe Zahara Benet, Gewinnerin der ersten Staffel, nahm außerdem an der dritten Staffel All Stars teil.

An der ersten Staffel, die vom 2. Februar bis zum 23. März 2009 erstausgestrahlt wurde, nahmen neun Kandidatinnen teil. Unter diesen wurde Nina Flowers durch ein Zuschauervoting als Teilnehmerin ausgewählt.
Die Staffel umfasst neun Folgen, darunter ein Rückblick vor dem Finale in Folge 7 und eine Reunion in Folge 9. Das Finale wurde von drei Teilnehmerinnen bestritten, wobei die Drittplatzierte vor dem letzten Lip-Sync ausschied.
| Teilnehmerin               | Alter | Heimatstadt              | Platzierung                  |
| -------------------------- | ----- | ------------------------ | ---------------------------- |
| BeBe Zahara Benet          | 28    | Minneapolis, Minnesota   | Gewinnerin                   |
| Nina Flowers               | 34    | Denver, Colorado         | 2. Platz (Miss Congeniality) |
| Rebecca Glasscock          | 26    | Fort Lauderdale, Florida | 3. Platz                     |
| Shannel                    | 29    | Las Vegas, Nevada        | 4. Platz                     |
| Ongina                     | 26    | Los Angeles, Kalifornien | 5. Platz                     |
| Jade Sotomayor             | 25    | Chicago, Illinois        | 6. Platz                     |
| Akashia                    | 24    | Cleveland, Ohio          | 7. Platz                     |
| Tammie Brown               | 26    | Long Beach, Kalifornien  | 8. Platz                     |
| Victoria „Porkchop“ Parker | 39    | Raleigh, North Carolina  | 9. Platz                     |

Im Spinoff Drag U nahmen Bebe Zahara Benet, Nina Flowers, Ongina, Shannel und Tammie Brown als Mentorinnen teil.
Nina Flowers, Shannel und Tammie Brown nahmen bei All Stars an Staffel 1 teil, Bebe Zahara Benet an Staffel 3 und Ongina an Staffel 5.

### Staffel 2 (2010)

Raven, Zweitplatzierte der zweiten Staffel und der ersten Staffel All Stars, seit 2017 RuPauls Visagistin

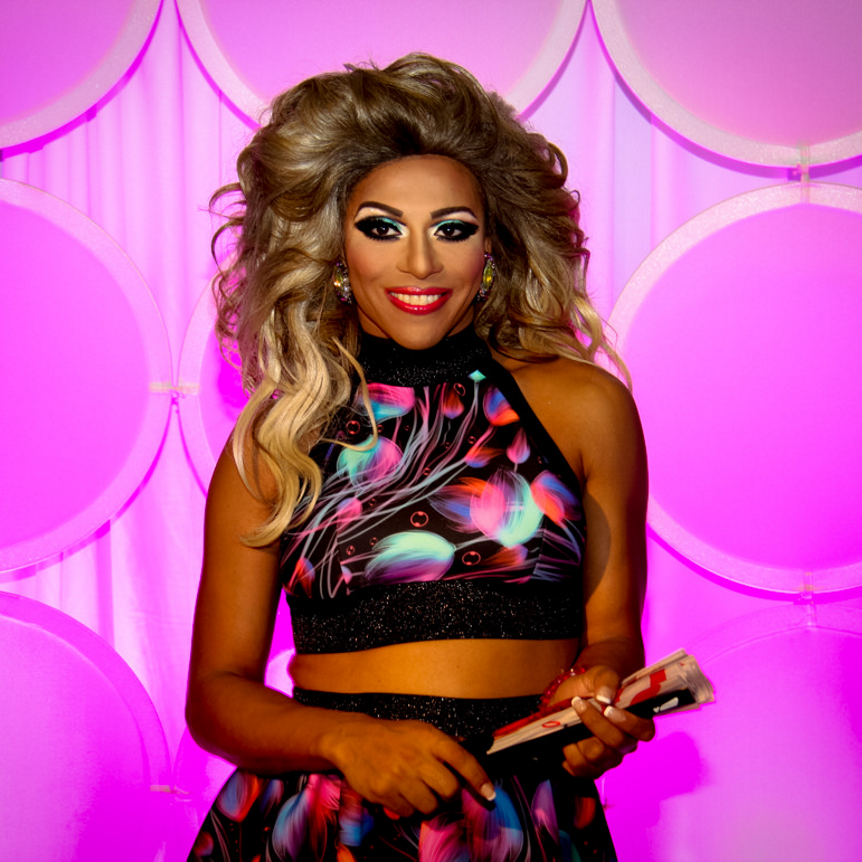
Shangela nahm an der zweiten und der dritten regulären Staffel teil, der dritten All Stars-Staffel und dem Holi-slay Spectacular-Special.

An der zweiten Staffel, die vom 1. Februar bis zum 26. April 2010 erstausgestrahlt wurde, nahmen zwölf Kandidatinnen teil. Unter diesen wurde Jessica Wild durch ein Zuschauervoting als Teilnehmerin ausgewählt.
Die Staffel umfasst zwölf Folgen, darunter ein Rückblick vor dem Finale in Folge 10 und eine Reunion in Folge 12. Das Finale wurde von drei Teilnehmerinnen bestritten, wobei die Drittplatzierte vor dem letzten Lip-Sync ausschied.
| Teilnehmerin             | Alter | Heimatstadt              | Platzierung                  |
| ------------------------ | ----- | ------------------------ | ---------------------------- |
| Tyra Sanchez             | 21    | Orlando, Florida         | Gewinnerin                   |
| Raven                    | 30    | Riverside, Kalifornien   | 2. Platz                     |
| Jujubee                  | 25    | Boston, Massachusetts    | 3. Platz                     |
| Tatianna                 | 20    | Falls Church, Virginia   | 4. Platz                     |
| Pandora Boxx             | 37    | Rochester, New York      | 5. Platz (Miss Congeniality) |
| Jessica Wild             | 29    | San Juan, Puerto Rico    | 6. Platz                     |
| Sahara Davenport         | 25    | New York, New York       | 7. Platz                     |
| Morgan McMichaels        | 28    | Mira Loma, Kalifornien   | 8. Platz                     |
| Sonique                  | 26    | Atlanta, Georgia         | 9. Platz                     |
| Mystique Summers Madison | 25    | Bedford, Texas           | 10. Platz                    |
| Nicole Paige Brooks      | 36    | Atlanta, Georgia         | 11. Platz                    |
| Shangela                 | 28    | Los Angeles, Kalifornien | 12. Platz                    |

Shangela kehrte als Teilnehmerin in der dritten Staffel zurück.
Pandora Boxx, Jujubee und Raven nahmen bei All Stars an Staffel 1 teil, wo die beiden letzteren das Team Rujubee bildeten; Tatianna an Staffel 2, Shangela und Morgan McMichaels an Staffel 3, Jujubee erneut an Staffel 5 und Sonique an Staffel 6, die sie gewann.
Shangela und Sonique traten beim Holi-slay Spectacular-Special auf.
Im Spinoff Drag U nahmen Tyra Sanchez, Raven, Jujubee, Pandora Boxx und Morgan McMichaels als Mentorinnen teil.

### Staffel 3 (2011)

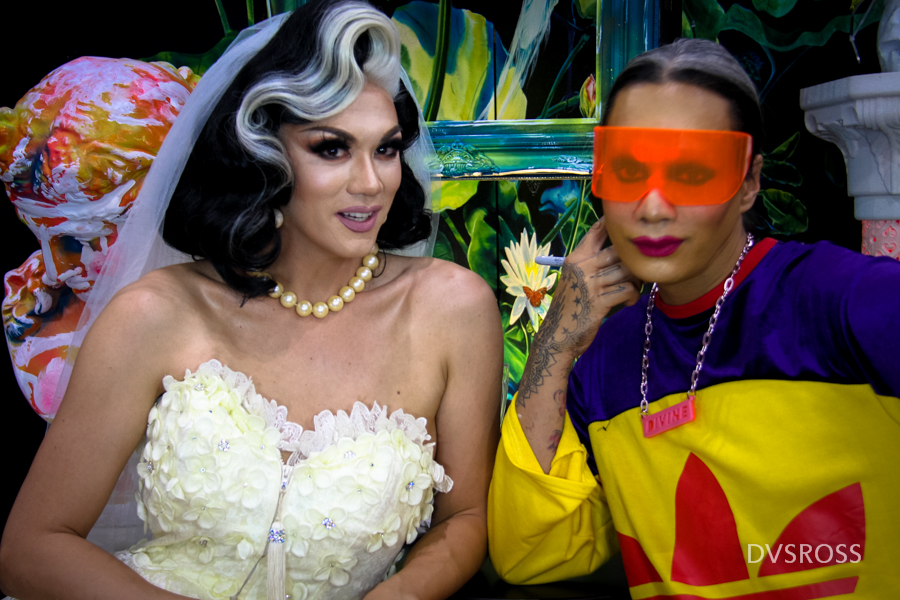
Manila Luzon (links), Zweitplatzierte, und Raja (rechts), Gewinnerin der dritten Staffel

An der dritten Staffel, die vom 24. Januar bis zum 2. Mai 2011 erstausgestrahlt wurde, nahmen dreizehn Kandidatinnen teil.
Die Staffel umfasst sechzehn Folgen, darunter ein Rückblick vor dem Finale in Folge 14 und eine Reunion in Folge 16. In der ersten Folge wurden Einblicke in das Casting gegeben, ehe ab Folge 2 der eigentliche Wettbewerb begann. In Folge 9 wurden beide Lip-Sync-Teilnehmerinnen im Wettbewerb behalten, in Folge 12 durfte eine von der Jury gewählte bereits ausgeschiedene Teilnehmerin wieder in den Wettbewerb einsteigen. Das Finale wurde von drei Teilnehmerinnen bestritten, wobei die Drittplatzierte vor dem letzten Lip-Sync ausschied.
| Teilnehmerin         | Alter | Heimatstadt                    | Platzierung                  |
| -------------------- | ----- | ------------------------------ | ---------------------------- |
| Raja                 | 36    | Los Angeles, Kalifornien       | Gewinnerin                   |
| Manila Luzon         | 28    | New York City, New York        | 2. Platz                     |
| Alexis Mateo         | 30    | Saint Petersburg, Florida      | 3. Platz                     |
| Yara Sofia           | 26    | Manati, Puerto Rico            | 4. Platz (Miss Congeniality) |
| Carmen Carrera       | 25    | Elmwood Park, New Jersey       | 5. Platz a                   |
| Shangela             | 29    | Los Angeles, Kalifornien       | 6. Platz a                   |
| Delta Work           | 34    | Norwalk, Kalifornien           | 7. Platz                     |
| Stacy Layne Matthews | 25    | Robeson County, North Carolina | 8. Platz                     |
| Mariah               | 29    | Atlanta, Georgia               | 9. Platz                     |
| India Ferrah         | 23    | Dayton, Ohio                   | 10. Platz                    |
| Mimi Imfurst         | 27    | New York, New York             | 11. Platz                    |
| Phoenix              | 29    | Atlanta, Georgia               | 12, Platz                    |
| Venus D-Lite         | 26    | Los Angeles, Kalifornien       | 13. Platz                    |

Shangela ist die erste Teilnehmerin, die aus einer früheren Staffel erneut antritt; Carmen Carrera die erste Teilnehmerin, die innerhalb derselben Staffel nach einem Rauswurf zurückkehrt.
Alexis Mateo, Manila Luzon, Mimi Imfurst und Yara Sofia nahmen bei All Stars an Staffel 1 teil, Shangela an Staffel 3, Manila Luzon an Staffel 4, Alexis Mateo, India Ferrah und Mariah an Staffel 5 und Yara Sofia an Staffel 6.
Im Spinoff Drag U nahmen Alexis Mateo, Carmen Carrera, Delta Work, Manila Luzon, Mariah und Raja als Mentorinnen teil.

### Staffel 4 (2012)

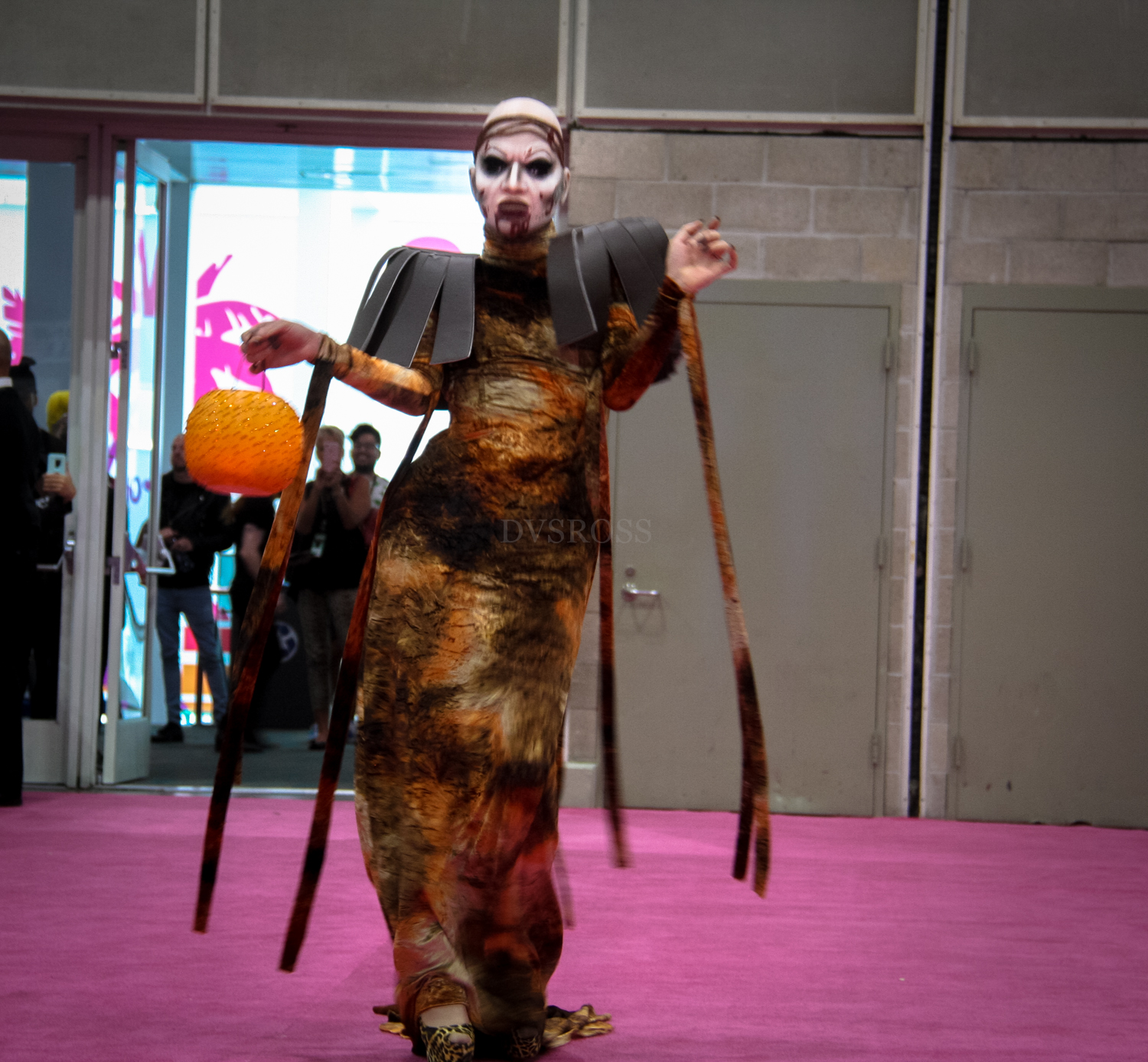
Sharon Needles, Gewinnerin der vierten Staffel, ist bekannt für Looks zum Thema Horror.

An der vierten Staffel, die vom 30. Januar bis zum 30. April 2012 erstausgestrahlt wurde, nahmen dreizehn Kandidatinnen teil.
Die Staffel umfasst vierzehn Folgen, darunter ein Rückblick vor dem Finale in Folge 12. In Folge 8 wurden beide Lip-Sync-Teilnehmerinnen im Wettbewerb behalten, dafür wurde eine andere Teilnehmerin disqualifiziert. In Folge 10 durfte eine von der Jury gewählte bereits ausgeschiedene Teilnehmerin wieder in den Wettbewerb einsteigen. Das Finale wurde von drei Teilnehmerinnen bestritten, wobei nach der letzten Aufgabe niemand ausschied. Die letzte Folge wurde erstmals vor Live-Publikum gefilmt und umfasst die Reunion und die Bekanntgabe der Gewinnerin.
| Teilnehmerin    | Alter | Heimatstadt              | Platzierung                  |
| --------------- | ----- | ------------------------ | ---------------------------- |
| Sharon Needles  | 29    | Pittsburgh, Pennsylvania | Gewinnerin                   |
| Chad Michaels   | 40    | San Diego, Kalifornien   | 2./3. Platz b                |
| Phi Phi O’Hara  | 25    | Chicago, Illinois        | 2./3. Platz b                |
| Latrice Royale  | 39    | South Beach, Florida     | 4. Platz (Miss Congeniality) |
| Kenya Michaels  | 21    | Dorado, Puerto Rico      | 5. Platz c                   |
| DiDa Ritz       | 25    | Chicago, Illinois        | 6. Platz                     |
| Willam          | 29    | Los Angeles, Kalifornien | 7. Platz d                   |
| Jiggly Caliente | 30    | New York City, New York  | 8. Platz                     |
| Milan           | 36    | New York City, New York  | 9. Platz                     |
| Madame LaQueer  | 29    | Carolina, Puerto Rico    | 10. Platz                    |
| The Princess    | 31    | Chicago, Illinois        | 11. Platz                    |
| Lashauwn Beyond | 21    | Fort Lauderdale, Florida | 12. Platz                    |
| Alisa Summers   | 23    | Tampa, Florida           | 13. Platz                    |

Chad Michaels und Latrice Royale nahmen bei All Stars an Staffel 1 teil, die Chad gewann, Phi Phi O’Hara an Staffel 2, Latrice Royale erneut an Staffel 4 und Jiggly Caliente an Staffel 6.
Chad Michaels, Latrice Royale, Sharon Needles und William nahmen am Spinoff Drag U als Mentorinnen teil.
Latrice Royale trat beim Holi-slay Spectacular-Special auf.

### Staffel 5 (2013)

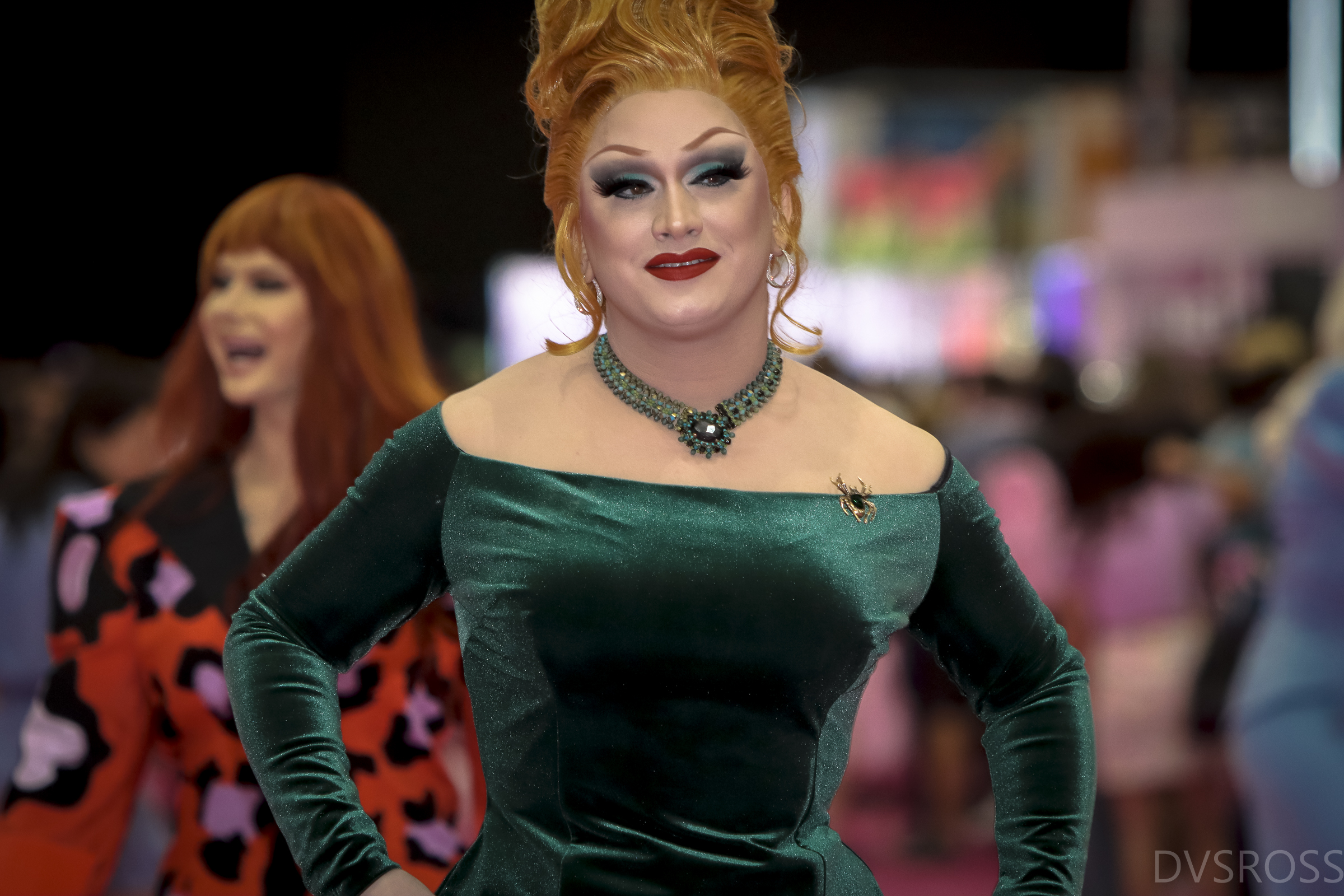
Jinkx Monsoon, Gewinnerin der fünften Staffel.

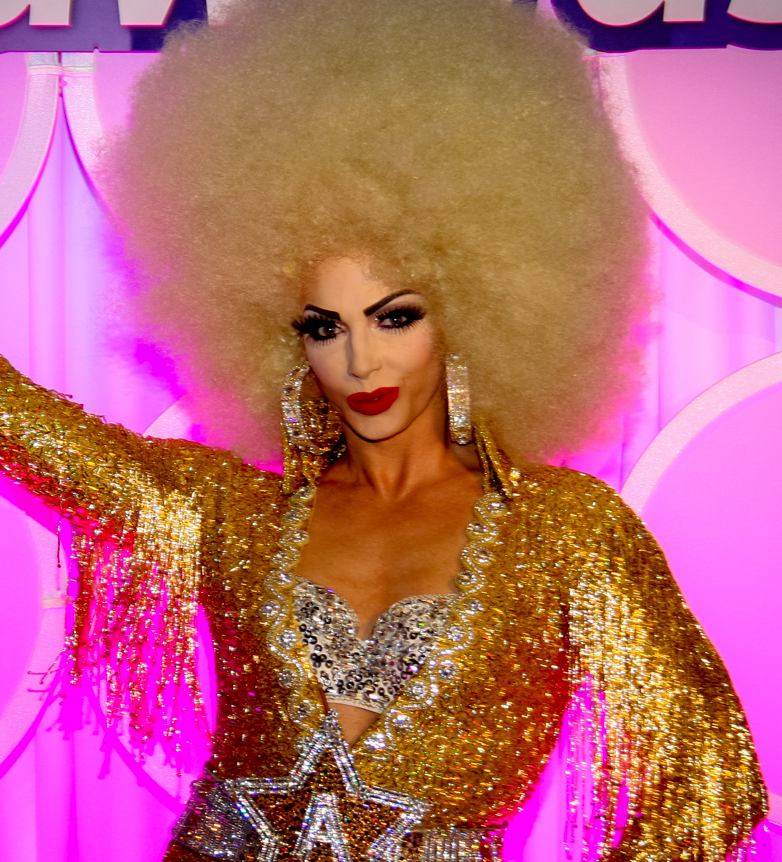
Alyssa Edwards, Teilnehmerin der fünften Staffel und der zweiten All Stars-Staffel, erhielt 2018 mit Dancing Queens eine eigene Netflix-Fernsehserie.

An der fünften Staffel, die vom 28. Januar bis zum 6. Mai 2013 erstausgestrahlt wurde, nahmen vierzehn Kandidatinnen teil.
Die Staffel umfasst vierzehn Folgen, darunter ein Rückblick vor dem Finale in Folge 13. In Folge 4 wurden beide Lip-Sync-Teilnehmerinnen eliminiert, dafür in Folge 7 beide behalten. Das Finale wurde von drei Teilnehmerinnen bestritten, wobei nach der letzten Aufgabe niemand ausschied. Die letzte Folge wurde vor Live-Publikum gefilmt und umfasst die Reunion und die Bekanntgabe der Gewinnerin.
| Teilnehmerin         | Alter | Heimatstadt                | Platzierung                  |
| -------------------- | ----- | -------------------------- | ---------------------------- |
| Jinkx Monsoon        | 24    | Seattle, Washington        | Gewinnerin                   |
| Alaska               | 27    | Pittsburgh, Pennsylvania   | 2./3. Platz                  |
| Roxxxy Andrews       | 28    | Orlando, Florida           | 2./3. Platz                  |
| Detox                | 27    | Los Angeles, Kalifornien   | 4. Platz                     |
| Coco Montrese        | 37    | Las Vegas, Nevada          | 5. Platz                     |
| Alyssa Edwards       | 32    | Mesquite, Texas            | 6. Platz                     |
| Ivy Winters          | 27    | Greenville, Michigan       | 7. Platz (Miss Congeniality) |
| Jade Jolie           | 25    | Gainesville, Florida       | 8. Platz                     |
| Lineysha Sparx       | 24    | San Juan, Puerto Rico      | 9. Platz                     |
| Honey Mahogany       | 29    | San Francisco, Kalifornien | 10./11. Platz e              |
| Vivienne Pinay       | 26    | New York City, New York    | 10./11. Platz e              |
| Monica Beverly Hillz | 27    | Owensboro, Kentucky        | 12. Platz                    |
| Serena ChaCha        | 21    | Tallahassee, Florida       | 13. Platz                    |
| Penny Tration        | 39    | Cincinnati, Ohio           | 14. Platz                    |

Alaska, Alyssa Edwards, Coco Montrese, Detox und Roxxxy Andrews nahmen bei All Stars an Staffel 2 teil, welche Alaska gewann, Serena ChaCha an Staffel 6.
Alyssa Edwards war Mentorin bei Secret Celebrity Drag Race.

### Staffel 6 (2014)

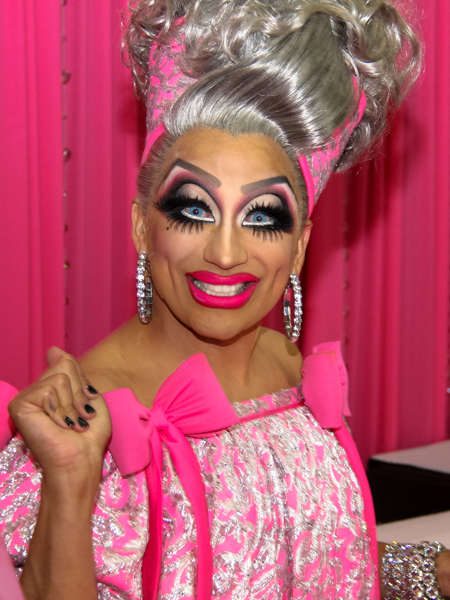
Bianca Del Rio, Gewinnerin der sechsten Staffel, ist bekannt für Comedy-Acts mit beleidigendem Humor und den Kinofilm Hurricane Bianca von 2016.

An der sechsten Staffel, die vom 24. Februar bis zum 19. Mai 2014 erstausgestrahlt wurde, nahmen vierzehn Kandidatinnen teil.
Die Staffel umfasst vierzehn Folgen, darunter ein Rückblick vor dem Finale in Folge 13. In den ersten beiden Folgen traten nur jeweils sieben Teilnehmerinnen an, von denen jeweils eine ausschied; das Teilnehmerinnenfeld wurde vor Folge 3 vereint. In Folge 7 wurden beide Lip-Sync-Teilnehmerinnen im Wettbewerb behalten. Die letzte Aufgabe wurde von vier Teilnehmerinnen absolviert, von denen anschließend eine ohne Lip-Sync-Duell eliminiert wurde. Die letzte Folge wurde vor Live-Publikum gefilmt und umfasst die Reunion und die Bekanntgabe der Gewinnerin.
| Teilnehmerin      | Alter | Heimatstadt                 | Platzierung                  |
| ----------------- | ----- | --------------------------- | ---------------------------- |
| Bianca Del Rio    | 37    | New York City, New York     | Gewinnerin                   |
| Adore Delano      | 23    | Azusa, Kalifornien          | 2./3. Platz                  |
| Courtney Act      | 31    | West Hollywood, Kalifornien | 2./3. Platz                  |
| Darienne Lake     | 41    | Rochester, New York         | 4. Platz                     |
| BenDeLaCreme      | 31    | Seattle, Washington         | 5. Platz (Miss Congeniality) |
| Joslyn Fox        | 26    | Worcester, Massachusetts    | 6. Platz                     |
| Trinity K. Bonet  | 22    | Atlanta, Georgia            | 7. Platz                     |
| Laganja Estranja  | 24    | Van Nuys, Kalifornien       | 8. Platz                     |
| Milk              | 25    | New York City, New York     | 9. Platz                     |
| Gia Gunn          | 23    | Chicago, Illinois           | 10. Platz                    |
| April Carrión     | 24    | Guaynabo, Puerto Rico       | 11. Platz                    |
| Vivacious         | 40    | New York City, New York     | 12. Platz                    |
| Magnolia Crawford | 28    | Seattle, Washington         | 13./14. Platz f              |
| Kelly Mantle      | 37    | Los Angeles, Kalifornien    | 13./14. Platz f              |

Adore Delano nahm bei All Stars an Staffel 2 teil, die sie freiwillig verließ, BenDeLaCreme und Milk an Staffel 3, die BenDeLa Creme ebenfalls freiwillig verließ, Gia Gunn an Staffel 4 und Trinity K. Bonet an Staffel 6.
Gia Gunn nahm auch an dem chilenischen Ableger The Switch Drag Race teil.

### Staffel 7 (2015)

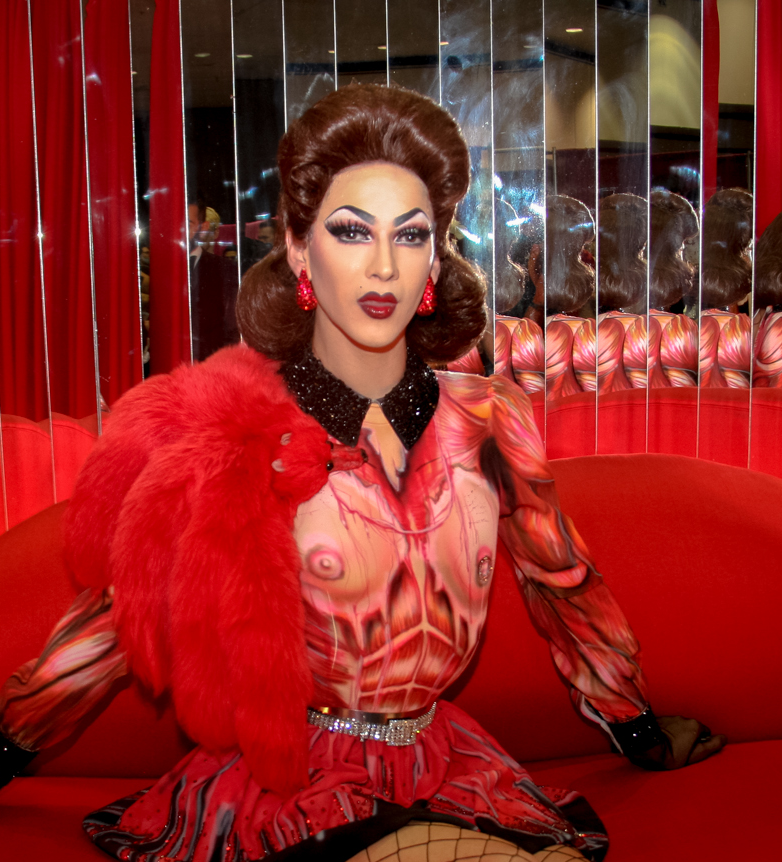
Violet Chachki, Gewinnerin der siebten Staffel, ist bekannt für Burlesque-Acts und einem Fetisch- und Domina-Stil mit besonders eng geschnürten Korsetts.

An der siebten Staffel, die vom 2. März bis zum 1. Juni 2015 erstausgestrahlt wurde, nahmen vierzehn Kandidatinnen teil.
Die Staffel umfasst vierzehn Folgen, darunter ein Rückblick vor dem Finale in Folge 13. In Folge 8 kämpften alle bis dahin eliminierten Teilnehmerinnen um den Wiedereinstieg in den Wettbewerb, gleichzeitig schied eine Teilnehmerin regulär aus. Die letzte Aufgabe wurde von vier Teilnehmerinnen absolviert, von denen anschließend eine ohne Lip-Sync-Duell eliminiert wurde. Die letzte Folge wurde vor Live-Publikum gefilmt und umfasst die Reunion und die Bekanntgabe der Gewinnerin.
| Teilnehmerin         | Alter | Heimatstadt              | Platzierung                  |
| -------------------- | ----- | ------------------------ | ---------------------------- |
| Violet Chachki       | 22    | Atlanta, Georgia         | Gewinnerin                   |
| Ginger Minj          | 29    | Orlando, Florida         | 2./3. Platz                  |
| Pearl                | 23    | New York City, New York  | 2./3. Platz                  |
| Kennedy Davenport    | 33    | Dallas, Texas            | 4. Platz                     |
| Katya                | 32    | Boston, Massachusetts    | 5. Platz (Miss Congeniality) |
| Trixie Mattel        | 24    | Milwaukee, Wisconsin     | 6. Platz g                   |
| Miss Fame            | 29    | New York City, New York  | 7. Platz                     |
| Jaidynn Diore Fierce | 25    | Nashville, Tennessee     | 8. Platz                     |
| Max                  | 22    | Hudson, Wisconsin        | 9. Platz                     |
| Kandy Ho             | 28    | Cayey, Puerto Rico       | 10. Platz                    |
| Mrs. Kasha Davis     | 43    | Rochester, New York      | 11. Platz                    |
| Jasmine Masters      | 37    | Los Angeles, Kalifornien | 12. Platz                    |
| Sasha Belle          | 28    | Iowa City, Iowa          | 13. Platz                    |
| Tempest DuJour       | 46    | Tucson, Arizona          | 14. Platz                    |

Ginger Minj und Katya nahmen bei All Stars an Staffel 2 teil, Kennedy Davenport und Trixie Mattel an Staffel 3, die Trixie gewann, Jasmine Masters an Staffel 4 und Ginger Minj erneut an Staffel 6.
Kandy Ho trat beim chilenischen Ableger The Switch Drag Race an.

### Staffel 8 (2016)
An der achten Staffel, die vom 7. März bis zum 16. Mai 2016 erstausgestrahlt wurde, nahmen zwölf Kandidatinnen teil.
Die Staffel umfasst zehn Folgen. In Folge 2 wurden beide Lip-Sync-Teilnehmerinnen eliminiert, ersatzweise durfte die in Folge 1 ausgeschiedene Teilnehmerin ab Folge 3 wieder am Wettbewerb teilnehmen. Die letzte Aufgabe wurde von vier Teilnehmerinnen absolviert, von denen anschließend eine ohne Lip-Sync-Duell eliminiert wurde. Die letzte Folge wurde vor Live-Publikum gefilmt und umfasst die Reunion und die Bekanntgabe der Gewinnerin.

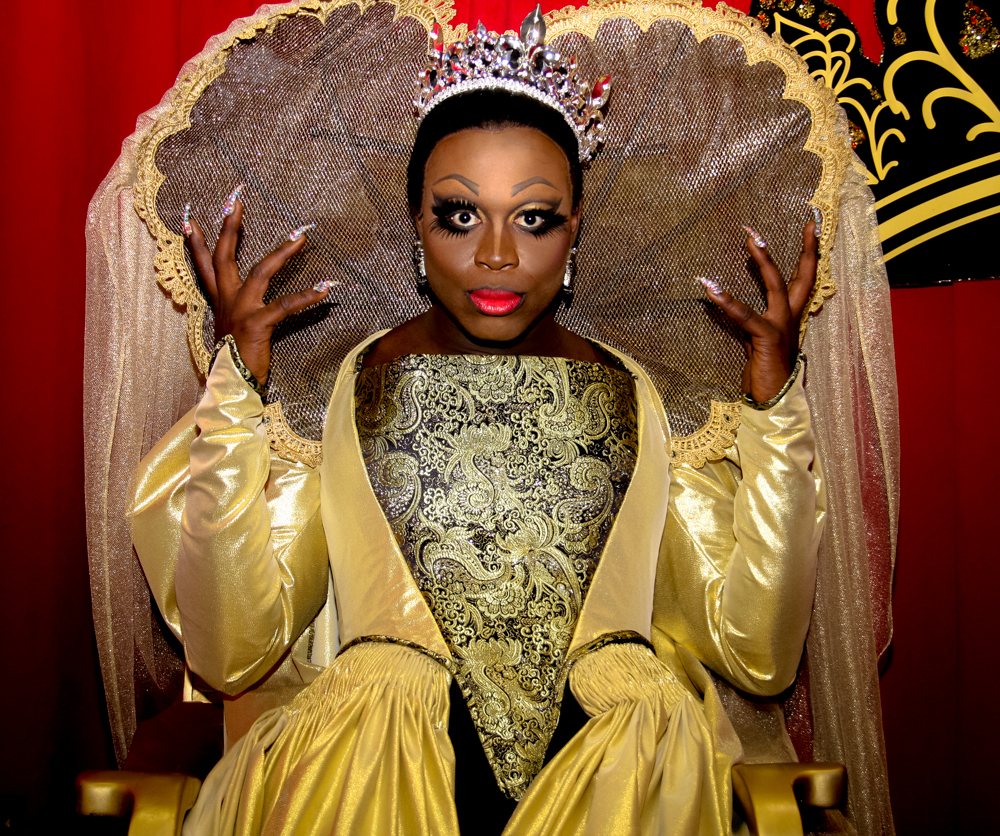
Bob The Drag Queen, Gewinnerin der achten Staffel.

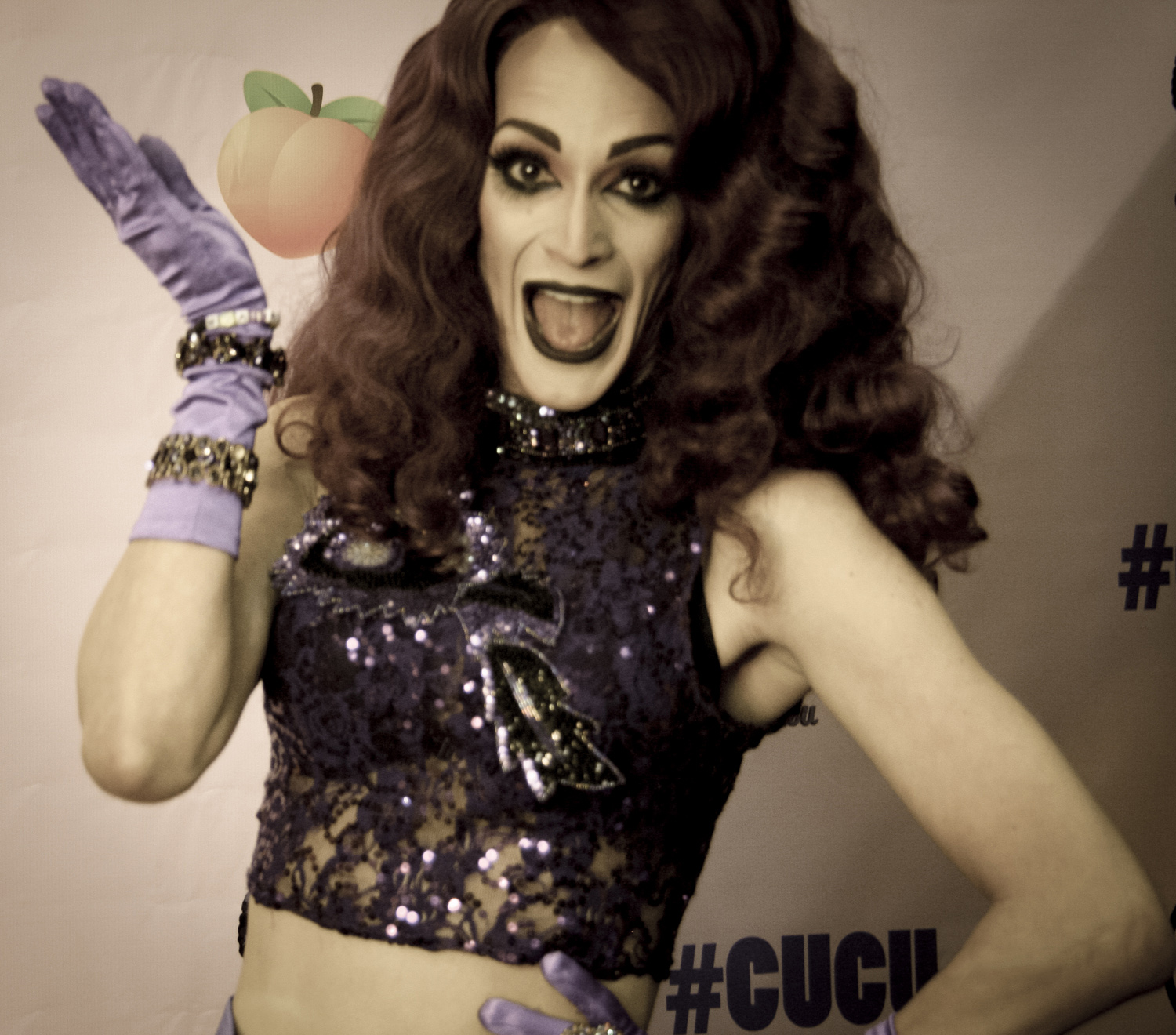
Cynthia Lee Fontaine, Teilnehmerin der achten und der neunten Staffel, ist bekannt für die Verwendung der Catchphrase „Cucu“ für Hintern.

| Teilnehmerin         | Alter | Heimatstadt               | Platzierung                   |
| -------------------- | ----- | ------------------------- | ----------------------------- |
| Bob the Drag Queen   | 29    | New York City, New York   | Gewinnerin                    |
| Kim Chi              | 27    | Chicago, Illinois         | 2./3. Platz                   |
| Naomi Smalls         | 21    | Redlands, Kalifornien     | 2./3. Platz                   |
| Chi Chi DeVayne      | 29    | Shreveport, Louisiana     | 4. Platz                      |
| Derrick Barry        | 32    | Las Vegas, Nevada         | 5. Platz                      |
| Thorgy Thor          | 31    | New York City, New York   | 6. Platz                      |
| Robbie Turner        | 33    | Seattle, Washington       | 7. Platz                      |
| Acid Betty           | 37    | New York City, New York   | 8. Platz                      |
| Naysha Lopez         | 31    | Chicago, Illinois         | 9. Platz h                    |
| Cynthia Lee Fontaine | 34    | Austin, Texas             | 10. Platz (Miss Congeniality) |
| Dax ExclamationPoint | 31    | Savannah, Georgia         | 11./12. Platz h               |
| Laila McQueen        | 22    | Gloucester, Massachusetts | 11./12. Platz h               |

Cynthia Lee kehrte zu Staffel 9 zurück.
Chi Chi DeVayne und Thorgy Thor nahmen bei All Stars an Staffel 3 teil, Naomi Smalls an Staffel 4 und Derrick Barry an Staffel 5.
Bob the Drag Queen und Kim Chi nahmen an Secret Celebrity Drag Race als Mentorinnen teil.
Kim Chi trat beim Holi-slay Spectacular-Special auf.

### Staffel 9 (2017)

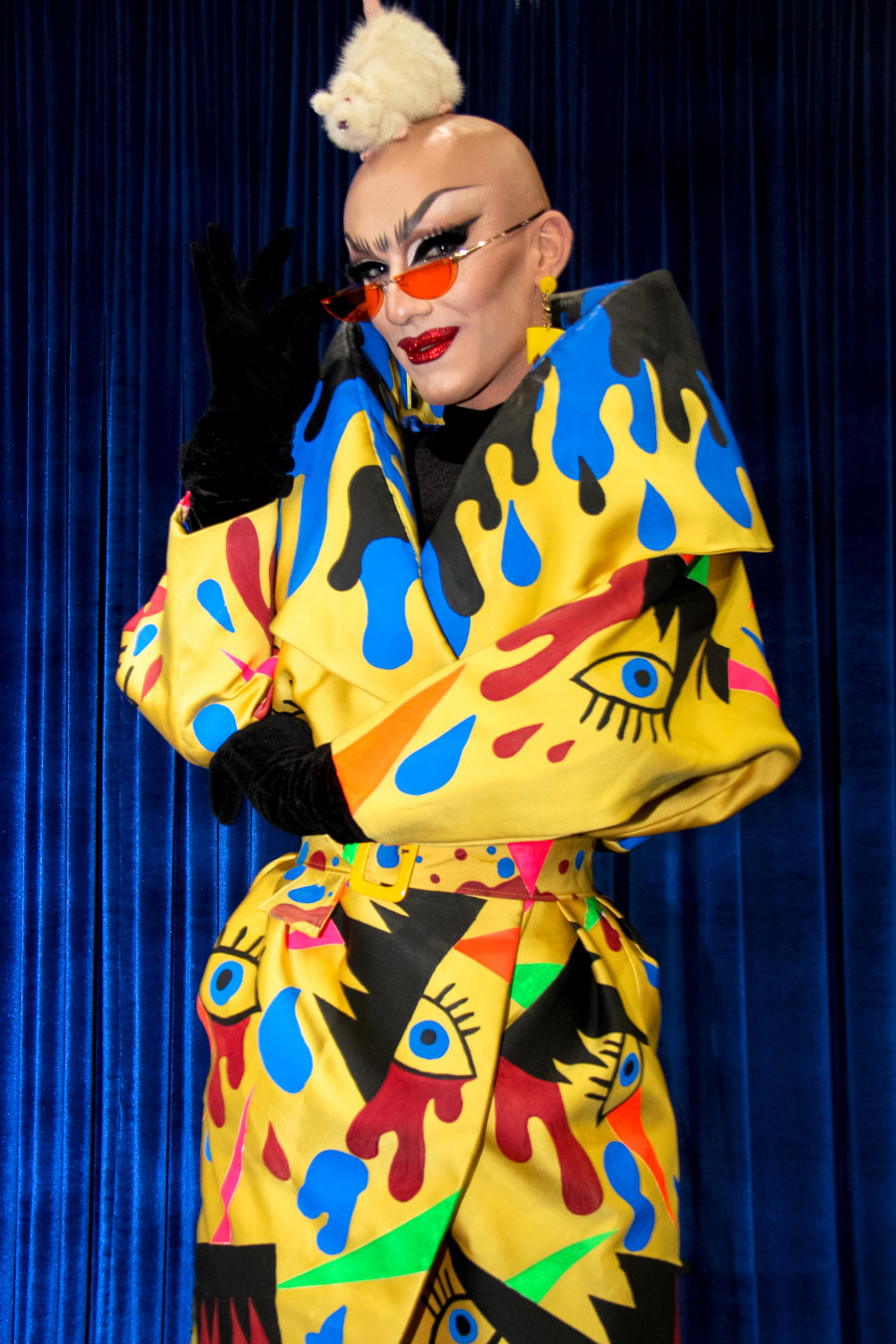
Sasha Velour, Gewinnerin der neunten Staffel, tritt in Drag mit Glatze und Monobraue auf.

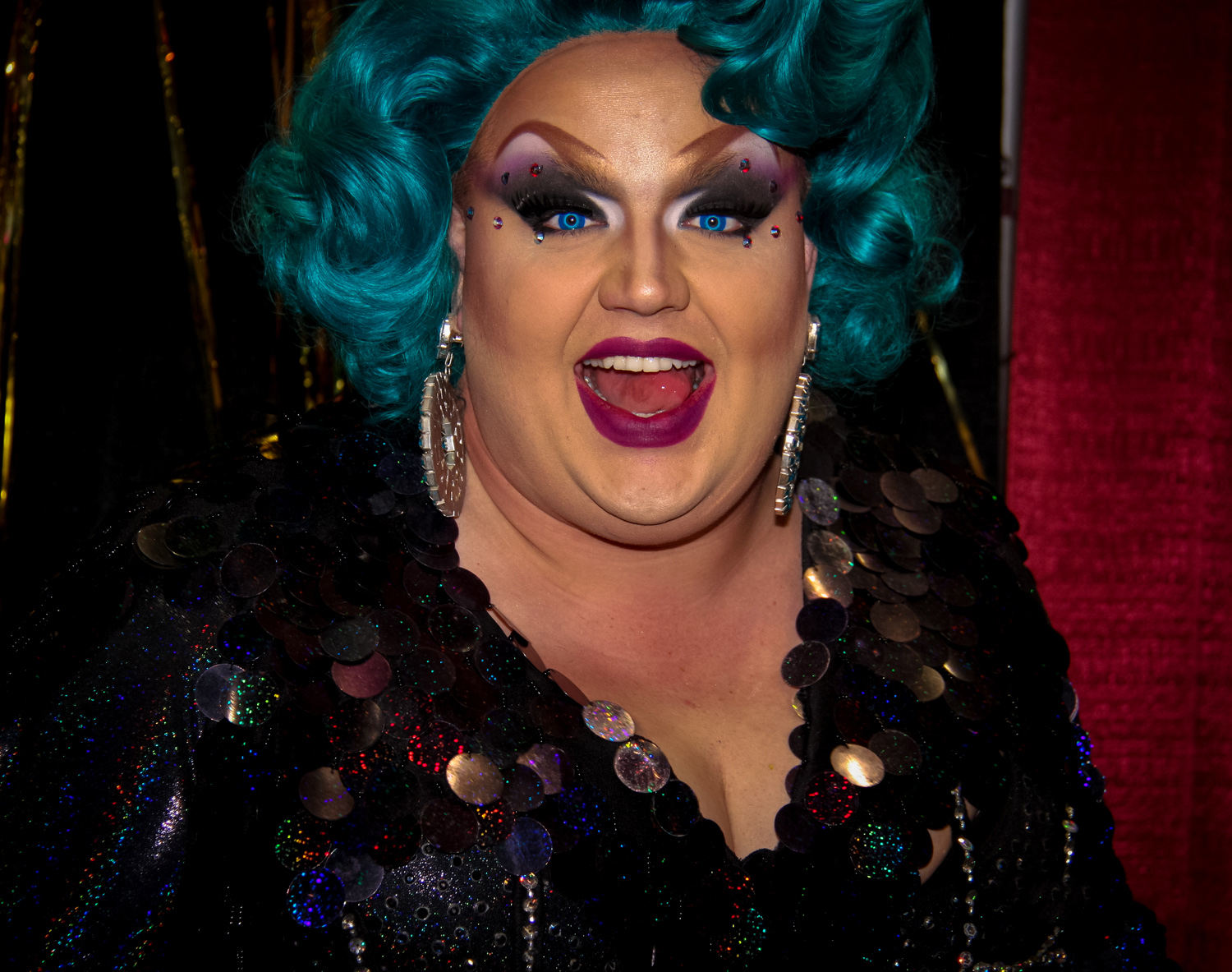
Eureka O’Hara nahm an der neunten und der zehnten Staffel teil.

An der neunten Staffel, die vom 24. März bis zum 23. Juni 2017 erstausgestrahlt wurde, nahmen vierzehn Kandidatinnen teil, von denen Cynthia Lee Fontaine, die aus der achten Staffel zurückkehrte, am Ende der ersten Episode als Überraschungskandidatin erschien.
Die Staffel umfasst vierzehn Folgen, darunter eine Reunion in Folge 13. In Folge 1 schied niemand aus. In Folge 5 wurden beide Lip-Sync-Teilnehmerin im Wettbewerb behalten, da eine andere Teilnehmerin verletzungsbedingt ausschied. Die letzte Aufgabe wurde von vier Teilnehmerinnen absolviert, von denen anschließend keine eliminiert wurde. Das Finale wurde vor Publikum erstmals als Lip-Sync-Turnier ausgetragen. Dabei duellierten sich jeweils zwei Finalistinnen in einem Halbfinale, die beiden Siegerinnen trafen dann in einem finalen Lip-Sync aufeinander.
| Teilnehmerin         | Alter | Heimatstadt             | Platzierung                  |
| -------------------- | ----- | ----------------------- | ---------------------------- |
| Sasha Velour         | 29    | New York City, New York | Gewinnerin                   |
| Peppermint           | 37    | New York City, New York | 2. Platz                     |
| Shea Couleé          | 27    | Chicago, Illinois       | 3./4. Platz i                |
| Trinity Taylor       | 31    | Orlando, Florida        | 3./4. Platz i                |
| Alexis Michelle      | 32    | New York City, New York | 5. Platz                     |
| Nina Bo’nina Brown   | 34    | Riverdale, Georgia      | 6. Platz                     |
| Valentina            | 25    | Echo Park, Kalifornien  | 7. Platz (Miss Congeniality) |
| Farrah Moan          | 23    | Las Vegas, Nevada       | 8. Platz                     |
| Aja                  | 22    | New York City, New York | 9. Platz                     |
| Cynthia Lee Fontaine | 35    | Austin, Texas           | 10. Platz                    |
| Eureka               | 25    | Johnson City, Tennessee | 11. Platz j                  |
| Charlie Hides        | 52    | Boston, Massachusetts   | 12. Platz                    |
| Kimora Blac          | 27    | Las Vegas, Nevada       | 13. Platz                    |
| Jaymes Mansfield     | 26    | Milwaukee, Wisconsin    | 14. Platz                    |

Eureka O’Hara kehrte in Staffel 10 zurück.
Aja nahm bei All Stars an Staffel 3 teil, Farrah Moan, Trinity Taylor und Valentina an Staffel 4, die Trinity mit Monét X Change gewann, Shea Coulée an Staffel 5, die sie gewann, und Eureka O’Hara an Staffel 6.
Trinity Taylor nahm bei Secret Celebrity Drag Race als Mentorin teil.
Eureka O’Hara trat bei Holi-slay Spectacular an.

### Staffel 10 (2018)

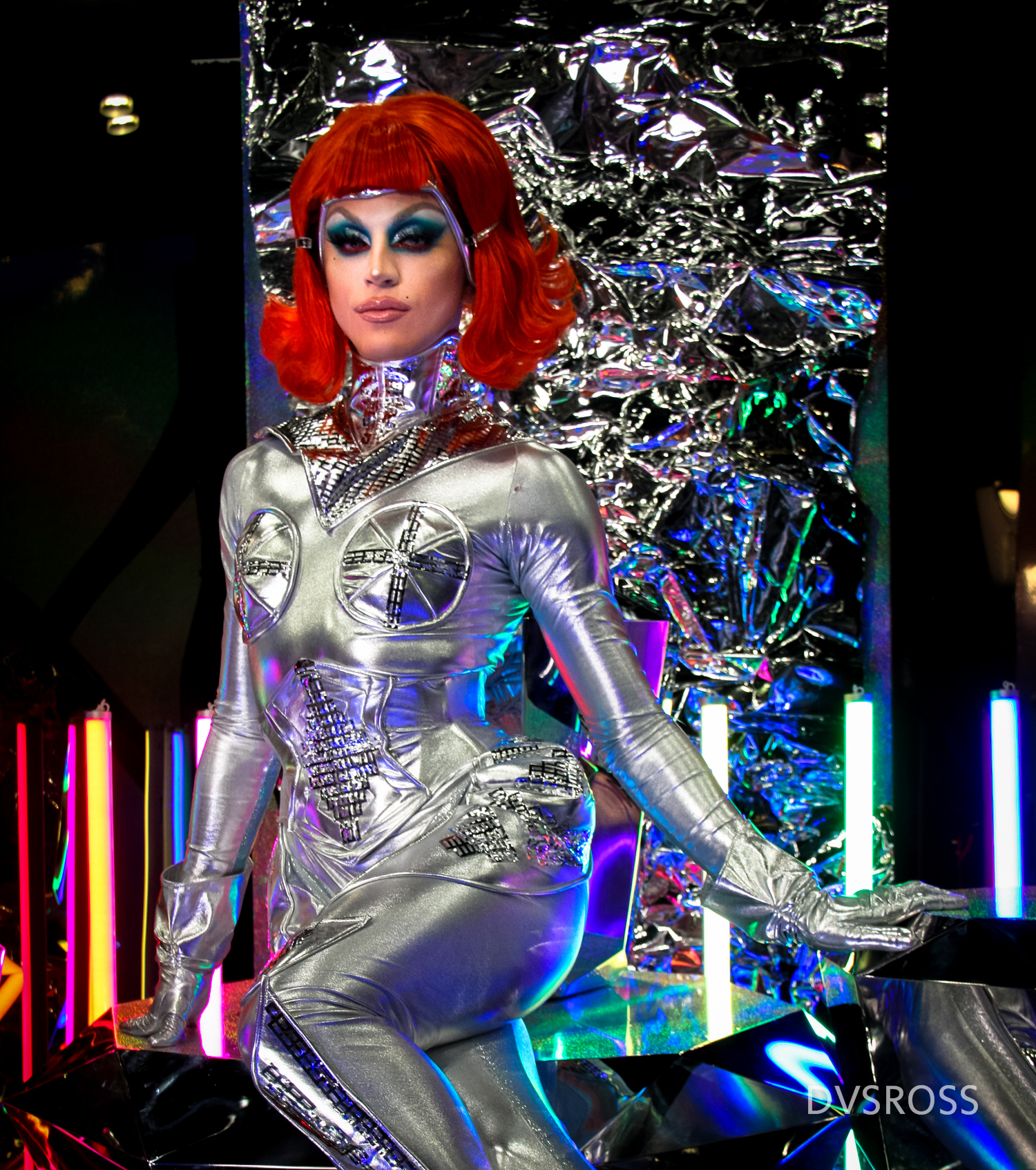
Aquaria, Drag-Tochter von Sharon Needles, wurde im Alter von 21 Jahren die bis dato jüngste Gewinnerin.

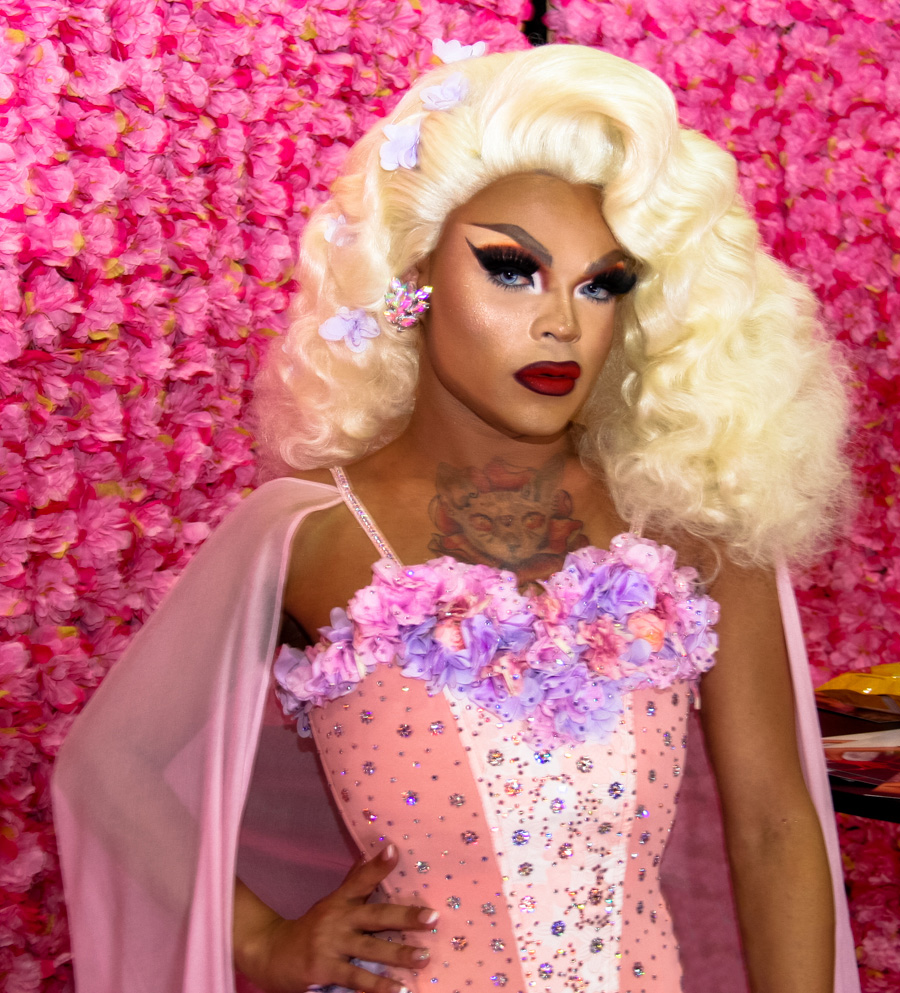
Vanessa Vanjie Mateo wurde nach nur einer Episode in der zehnten Staffel zum Internet-Meme und durfte in der elften Staffel zurückkehren.

An der zehnten Staffel, die vom 22. März bis zum 28. Juni 2018 erstausgestrahlt wurde, nahmen vierzehn Kandidatinnen teil.
Die Staffel umfasst vierzehn Folgen, darunter eine Reunion in Folge 13. In Folge 9 wurden beide Lip-Sync-Teilnehmerin im Wettbewerb behalten. Die letzte Aufgabe wurde von vier Teilnehmerinnen absolviert, von denen anschließend keine eliminiert wurde. Im Finalturnier kam es in einem Halbfinale zum Verbleib beider Teilnehmerinnen, der finale Lip-Sync wurde zu dritt absolviert.
| Teilnehmerin                 | Alter | Heimatstadt             | Platzierung                  |
| ---------------------------- | ----- | ----------------------- | ---------------------------- |
| Aquaria                      | 21    | New York City, New York | Gewinnerin                   |
| Eureka                       | 27    | Johnson City, Tennessee | 2./3. Platz k                |
| Kameron Michaels             | 31    | Nashville, Tennessee    | 2./3. Platz k                |
| Asia O’Hara                  | 35    | Dallas, Texas           | 4. Platz                     |
| Miz Cracker                  | 33    | New York City, New York | 5. Platz                     |
| Monét X Change               | 27    | New York City, New York | 6. Platz (Miss Congeniality) |
| The Vixen                    | 26    | Chicago, Illinois       | 7. Platz                     |
| Monique Heart                | 31    | Kansas City, Missouri   | 8. Platz                     |
| Blair St. Clair              | 22    | Indianapolis, Indiana   | 9. Platz                     |
| Mayhem Miller                | 35    | Riverside, Kalifornien  | 10. Platz                    |
| Dusty Ray Bottoms            | 29    | New York City, New York | 11. Platz                    |
| Yuhua Hamasaki               | 27    | New York City, New York | 12. Platz                    |
| Kalorie Karbdashian Williams | 27    | Albuquerque, New Mexico | 13. Platz                    |
| Vanessa Vanjie Mateo         | 25    | Tampa, Florida          | 14. Platz                    |

Vanessa Vanjie Mateo kehrte bei Staffel 11 zurück.
Monét X Change und Monique Heart nahmen bei All Stars an Staffel 4 teil, die Monét mit Trinity Taylor gewann, Blair St. Clair und Mayhem Miller an Staffel 5.
Asia O’Hara, Monét X Change, Monique Heart und Vanessa Vanjie Mateo nahmen bei Secret Celebrity Drag Race als Mentorinnen teil.
Mayhem Miller trat bei Holi-slay Spectacular an.

### Staffel 11 (2019)

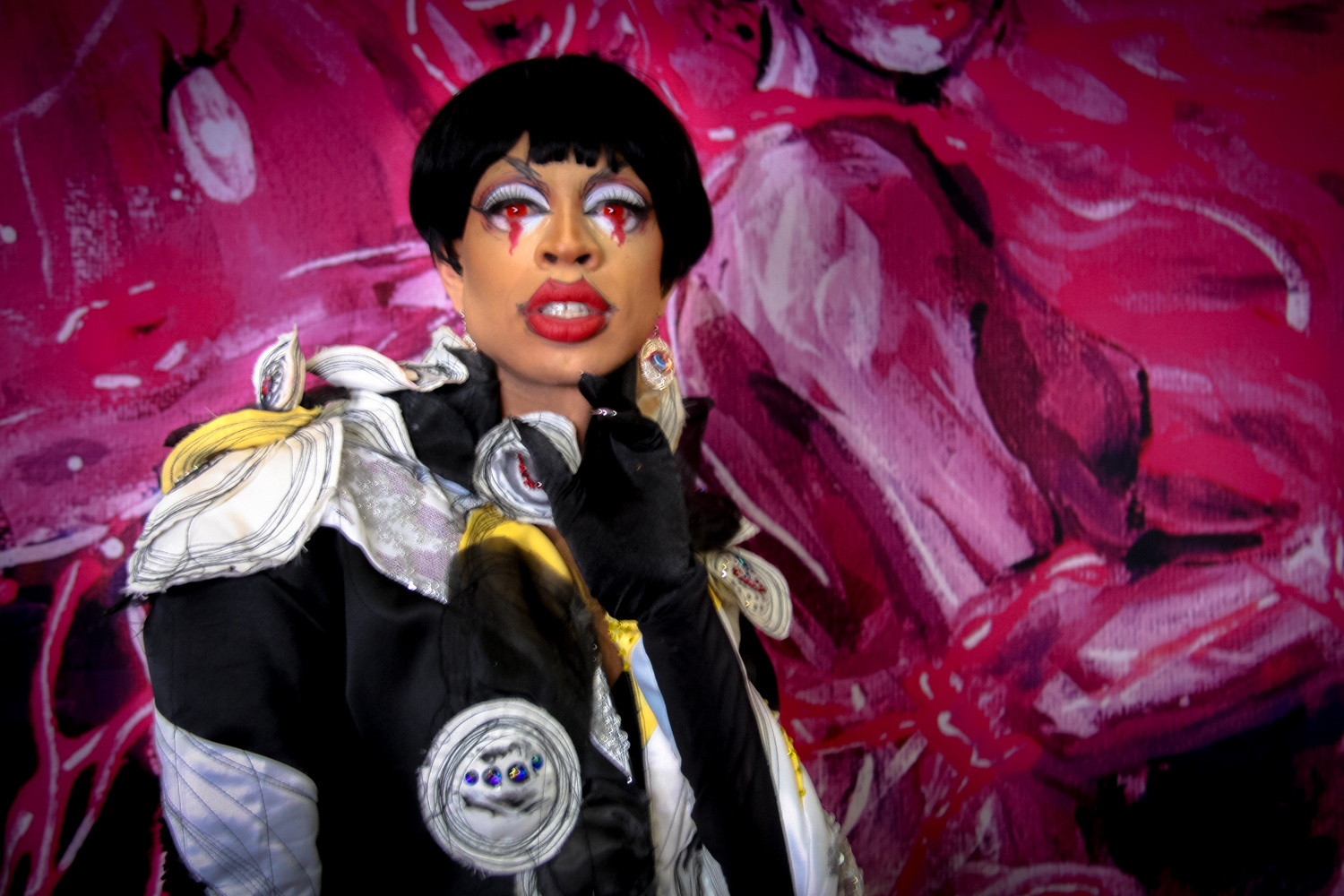
Yvie Oddly ist die Gewinnerin 2019.

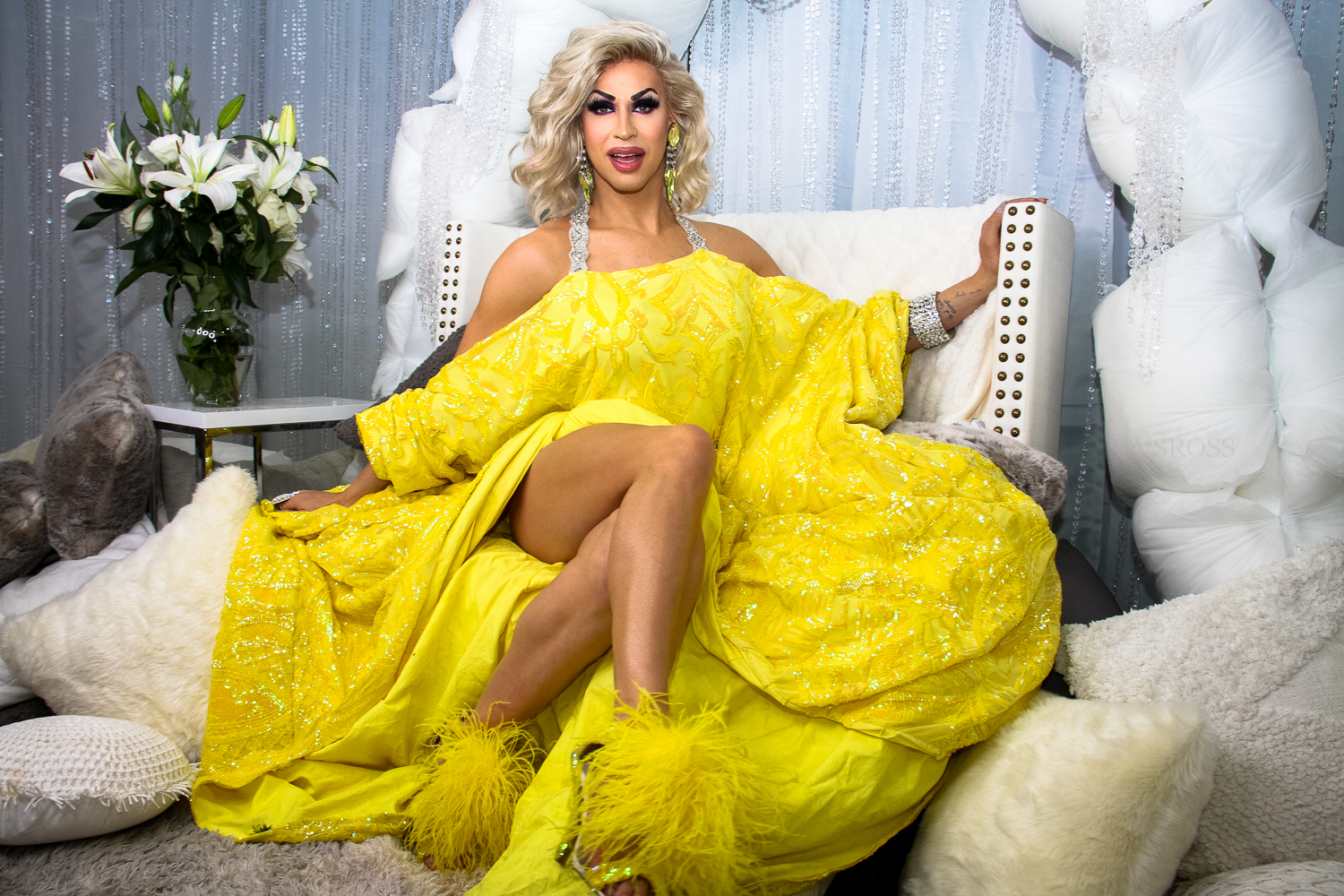
Brooke Lynn Hytes, die erste gebürtig aus Kanada stammende Teilnehmerin, wurde als Jurorin für den Ableger Canada’s Drag Race verpflichtet.

An der elften Staffel, die vom 28. Februar bis zum 30. Mai 2019 erstausgestrahlt wurde, nahmen fünfzehn Kandidatinnen teil.
Die Staffel umfasst vierzehn Folgen, darunter eine Reunion in Folge 13. In Folge 8 wurden beide Lip-Sync-Teilnehmerinnen im Wettbewerb behalten. Die letzte Aufgabe wurde von fünf Teilnehmerinnen absolviert, von denen anschließend eine im Lip-Sync-Duell eliminiert wurde. Die Gewinnerin wurde durch das in Staffel 9 eingeführte Lip-Sync-Turnier ermittelt.
| Teilnehmerin          | Alter | Heimatstadt              | Platzierung                  |
| --------------------- | ----- | ------------------------ | ---------------------------- |
| Yvie Oddly            | 24    | Denver, Colorado         | Gewinnerin                   |
| Brooke Lynn Hytes     | 32    | Nashville, Tennessee     | 2. Platz                     |
| A’Keria C. Davenport  | 30    | Dallas, Texas            | 3./4. Platz                  |
| Silky Nutmeg Ganache  | 28    | Chicago, Illinois        | 3./4. Platz                  |
| Vanessa Vanjie Mateo  | 26    | Los Angeles, Kalifornien | 5. Platz                     |
| Nina West             | 39    | Columbus, Ohio           | 6. Platz (Miss Congeniality) |
| Shuga Cain            | 40    | New York City, New York  | 7. Platz                     |
| Plastique Tiara       | 21    | Dallas, Texas            | 8. Platz                     |
| Ra’Jah D. O’Hara      | 33    | Dallas, Texas            | 9. Platz                     |
| Scarlet Envy          | 26    | New York City, New York  | 10. Platz                    |
| Ariel Versace         | 26    | Cherry Hill, New Jersey  | 11. Platz                    |
| Mercedes Iman Diamond | 30    | Minneapolis, Minnesota   | 12. Platz                    |
| Honey Davenport       | 32    | New York City, New York  | 13. Platz                    |
| Kahanna Montrese      | 25    | Las Vegas, Nevada        | 14. Platz                    |
| Soju                  | 27    | Los Angeles, Kalifornien | 15. Platz                    |

Brooke Lynn Hytes ist Moderatorin und Jurorin beim Ableger Canada’s Drag Race.
A’Keria C. Davenport, Scarlet Envy und Silky Nutmeg Ganache nahmen bei All Stars an Staffel 6 teil.

### Staffel 12 (2020)

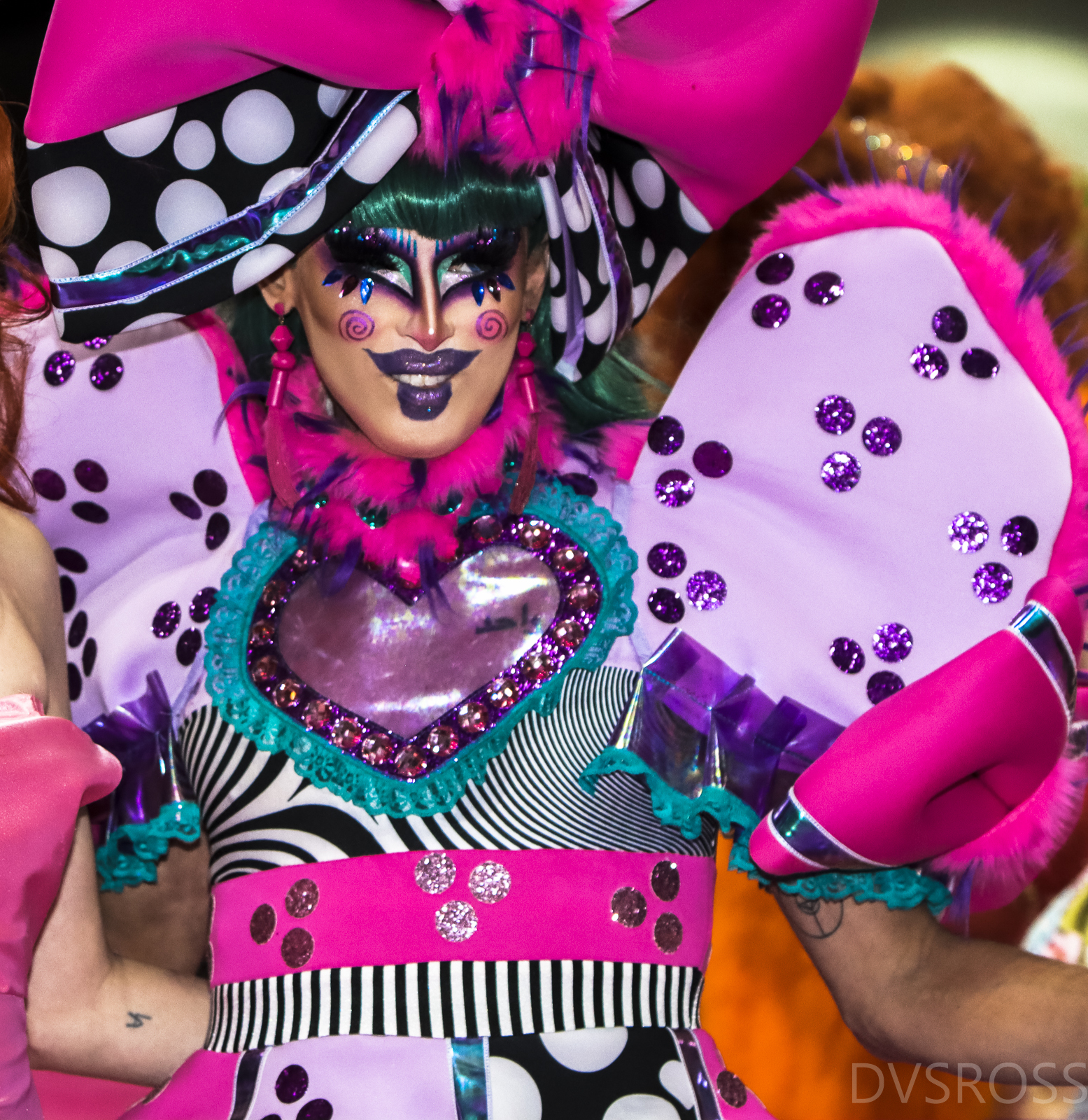
Crystal Methyd, Zweitplatzierte der zwölften Staffel

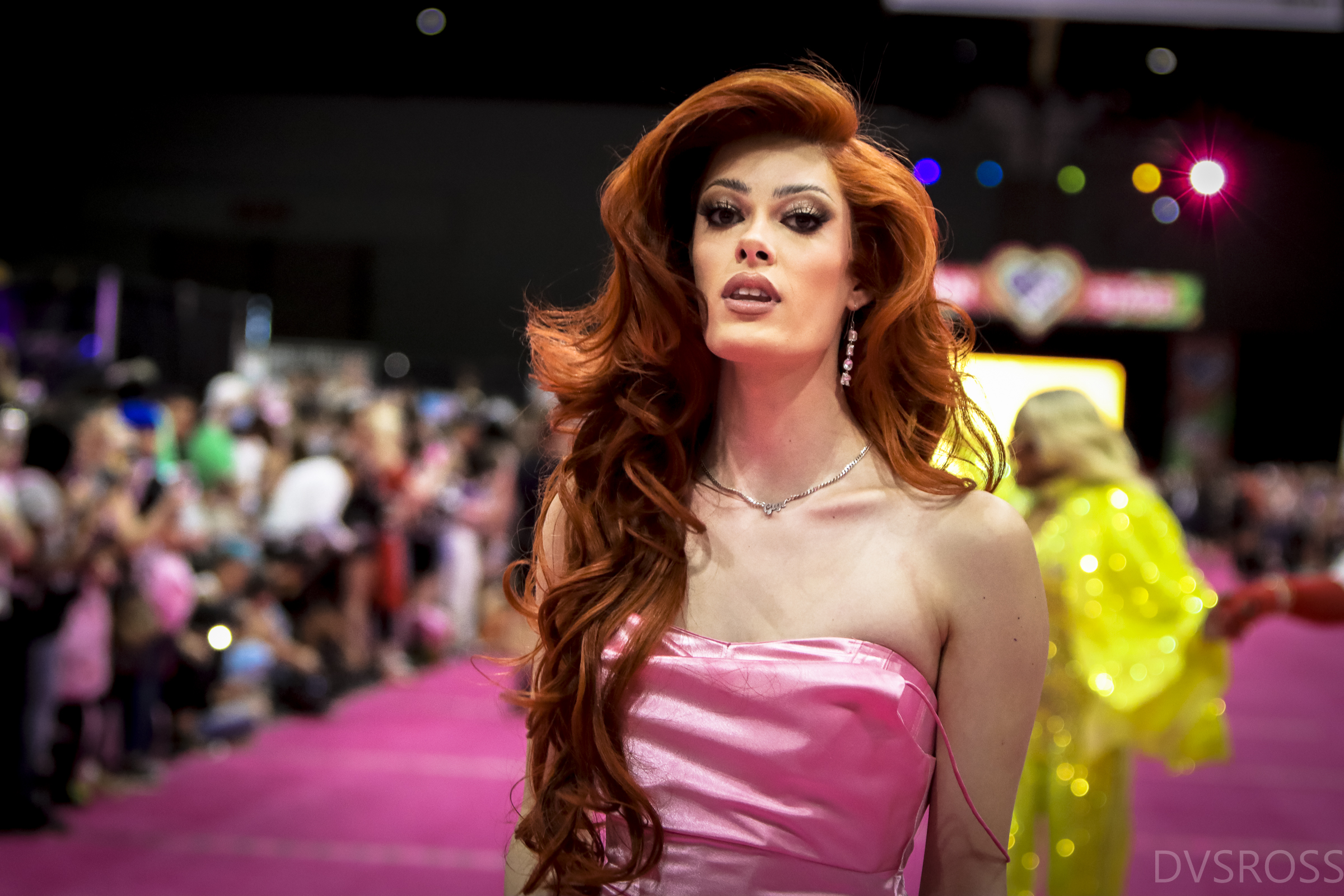
Gigi Goode, Drittplatzierte der zwölften Staffel

An der zwölften Staffel, die vom 28. Februar bis zum 29. Mai 2020 ausgestrahlt wurde, nahmen dreizehn Kandidatinnen teil. Aufgrund der COVID-19-Pandemie wurden die Reunion-Folge und das Finale als virtuelle Videokonferenzen aufgezeichnet.
Die Staffel umfasst vierzehn Folgen, darunter eine Reunion in Folge 13. In Folge 1 traten nur sieben, in Folge 2 die anderen sechs Teilnehmerinnen an, das Teilnehmerinnenfeld wurde zu Beginn von Folge 3 vereint. Im Unterschied zu Staffel 6 schied in den ersten beiden Folgen niemand aus, statt um den Verbleib im Wettbewerb wurde ein Lip-Sync um den Wochensieg zwischen den zwei besten ausgetragen. In Folge 10 wurden beide Lip-Sync-Teilnehmerin im Wettbewerb behalten. Die letzte Aufgabe wurde von fünf Teilnehmerinnen absolviert, von denen anschließend eine im Lip-Sync-Duell eliminiert wurde. Nach der Disqualifikation einer Finalteilnehmerin nahmen nur drei Teilnehmerinnen am Finale teil. In der ersten Runde des Finales sollten die Teilnehmerinnen eine eigene Performance erstellen und das Video einreichen, dabei schied anders als ursprünglich geplant keine Teilnehmerin aus. Der finale Lip-Sync wurde daher zu dritt ausgetragen.
| Teilnehmerin       | Alter | Heimatstadt                | Platzierung                  |
| ------------------ | ----- | -------------------------- | ---------------------------- |
| Jaida Essence Hall | 32    | Milwaukee, Wisconsin       | Gewinnerin                   |
| Crystal Methyd     | 28    | Springfield, Missouri      | 2./3. Platz l                |
| Gigi Goode         | 21    | Los Angeles, Kalifornien   | 2./3. Platz l                |
| Sherry Pie         | 27    | New York City, New York    | 4. Platz/ disqualifiziert m  |
| Jackie Cox         | 34    | New York City, New York    | 5. Platz                     |
| Heidi N Closet     | 24    | Ramseur, North Carolina    | 6. Platz (Miss Congeniality) |
| Widow Von'Du       | 30    | Kansas City, Missouri      | 7. Platz                     |
| Jan                | 26    | New York City, New York    | 8. Platz                     |
| Brita              | 34    | New York City, New York    | 9. Platz                     |
| Aiden Zhane        | 29    | Acworth, Georgia           | 10. Platz                    |
| Nicky Doll         | 28    | New York City, New York    | 11. Platz                    |
| Rock M. Sakura     | 28    | San Francisco, Kalifornien | 12. Platz                    |
| Dahlia Sin         | 28    | Los Angeles, Kalifornien   | 13. Platz                    |

Jan nahm bei All Stars an Staffel 6 teil.

### Staffel 13 (2021)

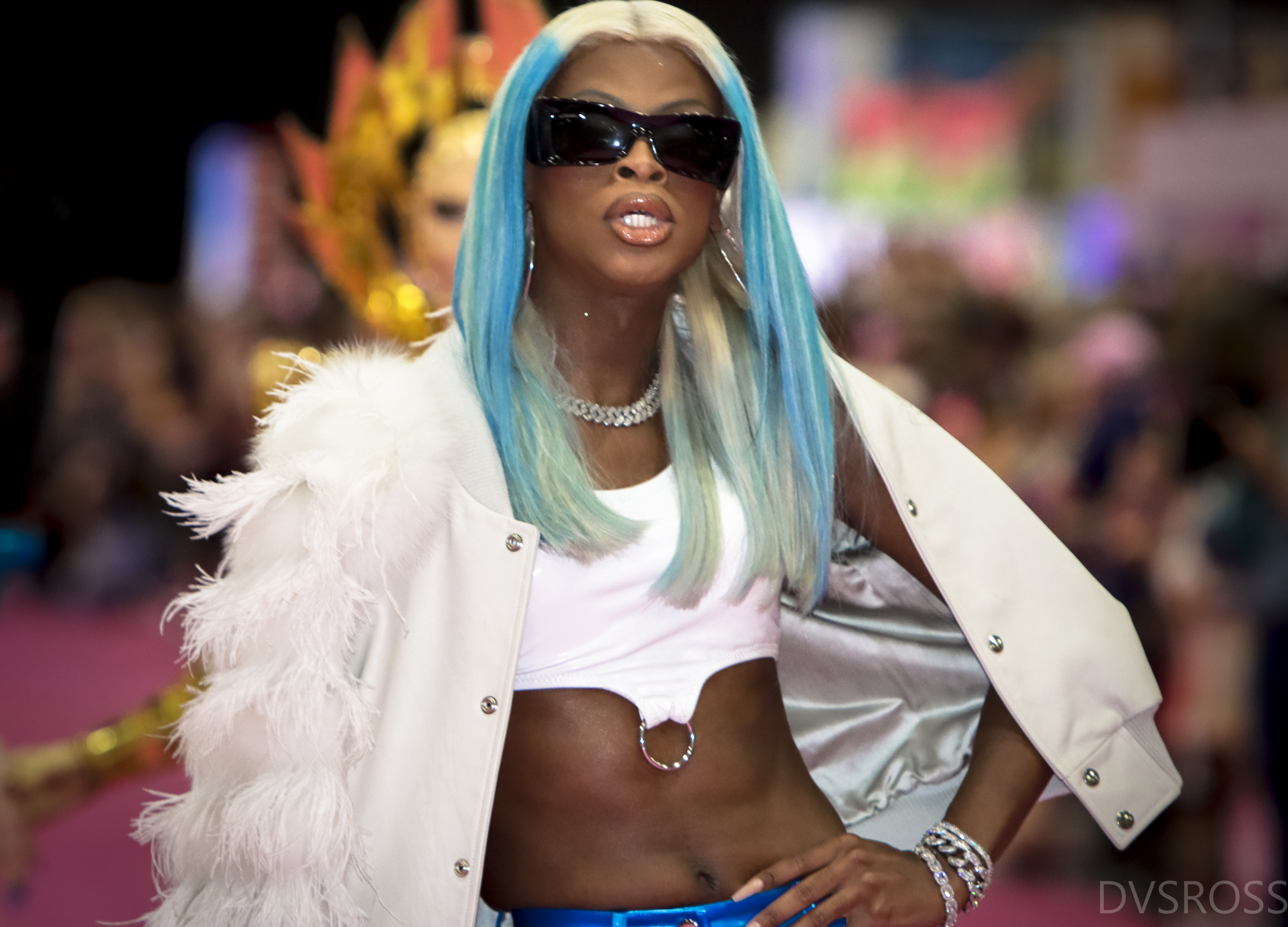
Symone, Gewinnerin der dreizehnten Staffel.

An der dreizehnten Staffel, die vom 1. Januar 2021 bis zum 23. April 2021 ausgestrahlt wurde, nahmen dreizehn Kandidatinnen teil.
Die Staffel umfasst 16 Folgen, darunter eine Reunion in Folge 15. In fünf weiteren Folgen schied keine Teilnehmerin aus: In der ersten Episode traten die Teilnehmerinnen in sechs Lipsyncs gegeneinander an, die sie in eine Gewinner- und eine Verlierergruppe teilten. In den beiden folgenden Episoden nahm jeweils nur eine dieser Gruppen teil, deren zwei Besten im Lipsync um den Wochensieg antraten. Erst ab der vierten Episode, als alle Teilnehmerinnen wieder aufeinander trafen, schieden Kandidatinnen aus. In Folge 8 ließ RuPaul beide Lipsyncerinnen weiterkommen und in der letzten Aufgabe (Folge 14) zogen alle vier Teilnehmerinnen weiter ins Finale, in dem die Gewinnerin durch ein Lipsync-Turnier entschieden wurde.
Zusätzlich wurde zwischen der achten und der neunten Folge ein Special Corona Can’t Keep a Good Queen Down ausgestrahlt, das die Produktionsbedingungen und Sicherheitsmaßnahmen aufgrund der COVID-19-Pandemie zeigte. Während der regulären Folgen wurden etwa die Gastjuroren auf wenige beschränkt, die mehrmals erschienen. Die Reunion fand in Form von Videointerviews zwischen RuPaul und den Teilnehmerinnen statt; für das Finale konnten RuPaul und die Finalistinnen zwar gemeinsam auf einer Bühne stehen, ein Live-Publikum gab es aber nicht.
| Teilnehmerin      | Alter | Heimatstadt              | Platzierung                   |
| ----------------- | ----- | ------------------------ | ----------------------------- |
| Symone            | 25    | Los Angeles, Kalifornien | Gewinnerin                    |
| Kandy Muse        | 25    | New York City, New York  | 2. Platz                      |
| Gottmik           | 23    | Los Angeles, Kalifornien | 3./4. Platz                   |
| Rosé              | 31    | New York City, New York  | 3./4. Platz                   |
| Olivia Lux        | 26    | New York City, New York  | 5. Platz                      |
| Utica Queen       | 25    | Minneapolis, Minnesota   | 6. Patz                       |
| Tina Burner       | 39    | New York City, New York  | 7. Platz                      |
| Denali            | 28    | Chicago, Illinois        | 8. Platz                      |
| Elliott with 2 Ts | 26    | Las Vegas, Nevada        | 9. Platz                      |
| LaLa Ri           | 30    | Atlanta, Georgia         | 10. Platz (Miss Congeniality) |
| Tamisha Iman      | 49    | Atlanta, Georgia         | 11. Platz                     |
| Joey Jay          | 30    | Phoenix, Arizona         | 12. Platz                     |
| Kahmora Hall      | 28    | Chicago, Illinois        | 13. Platz                     |

### Staffel 14 (2022)

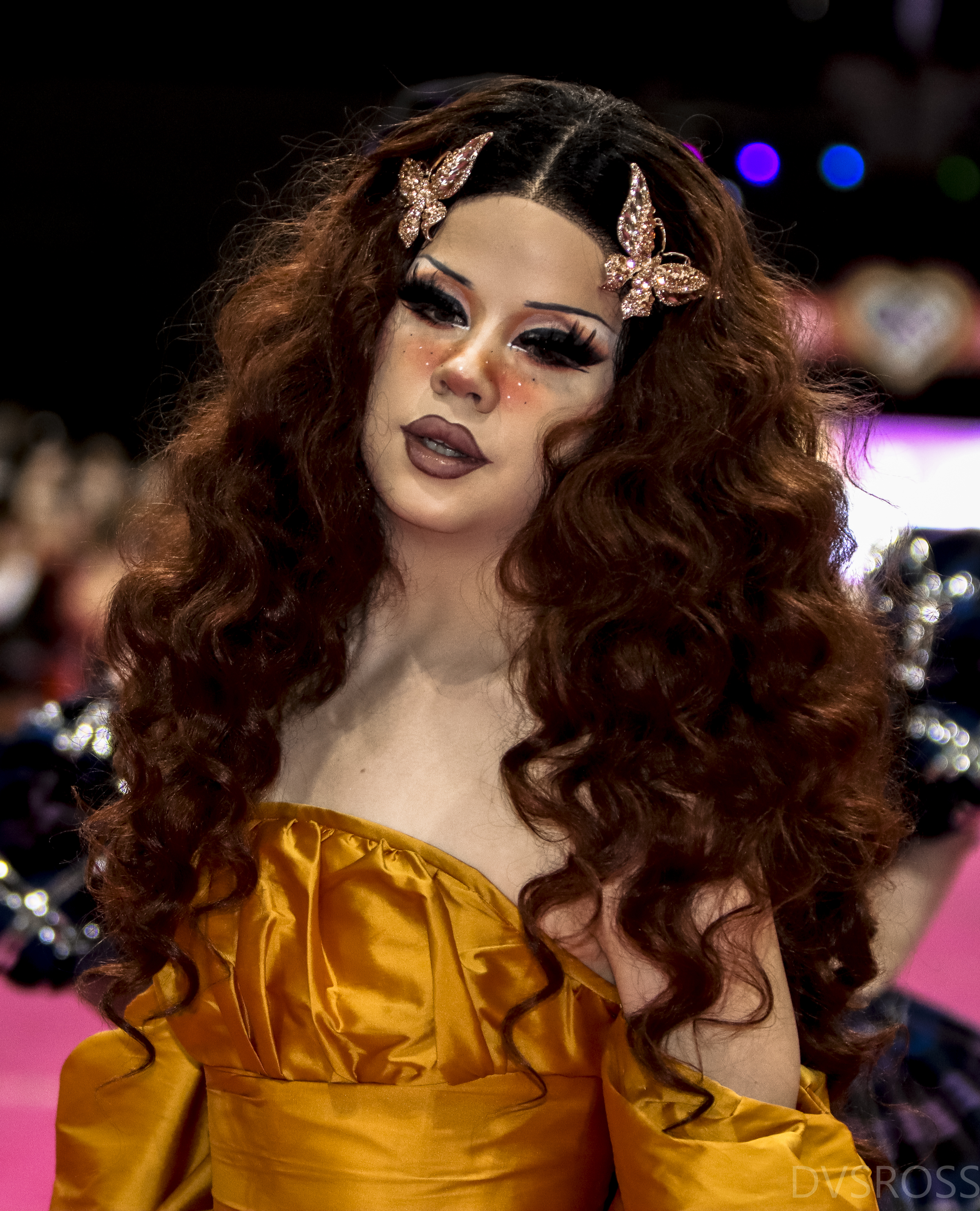
Willow Pill, Siegerin der vierzehnten Staffel.

An der vierzehnten Staffel, die vom 7. Januar bis zum 22. April 2022 ausgestrahlt wurde, nahmen vierzehn Kandidatinnen teil. Mit Maddy Morphosis war das erste Mal ein heterosexueller Cisgender-Mann vertreten. Die Staffel bestand aus 16 Episoden inklusive einer Reunion vor dem Finale. In den ersten zwei Episoden nahm jeweils die Hälfte der Teilnehmerinnen teil, von denen jeweils eine ausschied. Zu Beginn der dritten Folge wurde das Teilnehmerinnenfeld vereint und auch die beiden eliminierten Teilnehmerinnen zurückgeholt. Anschließend wählte jede Teilnehmerin eine aus 14 verpackten Schokoladentafeln, von denen eine ein goldenes Ticket enthielt, das bei einem verlorenen Lip-Sync for your life zum Verbleib in Wettbewerb berechtigte. Während der gesamten Staffel packte im Anschluss an den Lip-Sync dessen Verliererin die gewählte Schokoladentafel aus, bis in Folge 12 schließlich das goldene Ticket gezogen wurde.
In Folge 7 schied keine Teilnehmerin aus, da alle Teilnehmerinnen gute Leistungen in der Wochenaufgabe gezeigt haben, stattdessen gab es einen Lip-Sync um den Tagessieg. In Folge 9 wurden beide Lip-Sync-Teilnehmerinnen im Wettbewerb behalten. In Folge 10 schied niemand aus, stattdessen mussten mit Ausnahme der Wochensiegerin alle Teilnehmerinnen in der Folgewoche in einem Lipsync-Turnier antreten, dessen Verliererin ausschied. In Folge 13 mussten drei Teilnehmerinnen lipsyncen und zwei von ihnen schieden aus. Die letzte Aufgabe wurde von fünf Teilnehmerinnen absolviert; im finalen Lip-Sync-Duell wurde keine Teilnehmerin eliminiert, sodass fünf Teilnehmerinnen im Finale antraten. Dort wurden anhand von Einzelperformances die beiden besten Teilnehmerinnen ermittelt, die schließlich in einem letzten Lip-Sync um den Gesamtsieg kämpften.
| Teilnehmerin               | Alter | Heimatstadt                | Platzierung     |
| -------------------------- | ----- | -------------------------- | --------------- |
| Willow Pill                | 26    | Denver, Colorado           | Gewinnerin      |
| Lady Camden                | 31    | San Francisco, Kalifornien | 2. Platz        |
| Angeria Paris VanMicheals  | 27    | Atlanta, Georgia           | 3.–5. Platz n   |
| Bosco                      | 28    | Seattle, Washington, D.C.  | 3.–5. Platz n   |
| Daya Betty                 | 25    | Springfield, Missouri      | 3.–5. Platz n o |
| DeJa Skye                  | 31    | Fresno, Kalifornien        | 6./7. Platz     |
| Jorgeous                   | 21    | Nashville, Tennessee       | 6./7. Platz     |
| Jasmine Kennedy            | 22    | New York City, New York    | 8. Platz        |
| Kerri Colby                | 24    | Los Angeles, Kalifornien   | 9. Platz        |
| Maddy Morphosis            | 26    | Fayetteville, Arkansas     | 10. Platz       |
| Orion Story                | 25    | Grand Rapids, Michigan     | 11. Platz o     |
| Kornbread „The Snack“ Jeté | 29    | Los Angeles, Kalifornien   | 12. Platz p     |
| Alyssa Hunter              | 26    | Cataño, Puerto Rico        | 13. Platz       |
| June Jambalaya             | 29    | Los Angeles, Kalifornien   | 14. Platz       |

### Staffel 15 (2023)
Die 15. Staffel mit erstmals 16 Teilnehmerinnen lief vom 6. Januar bis zum 14. April 2023. Sie besteht aus 16 Episoden, darunter eine Reunion vor dem Finale. Die Premiere umfasste die ersten beiden Episoden, wobei erst in der zweiten Episode die Maxi Challenge stattfand und eine Teilnehmerin eliminiert wurde, und demnach keine in der ersten Episode. Auch in der vierzehnten Episode wurde keine eliminiert, sondern beide Kandidatinnen gewannen das Lipsync-Duell und RuPaul ließ die letzten Vier ins Finale. Dort traten nach vier individuellen Auftritten nur zwei ein letztes Mal gegeneinander an, von denen schließlich Sasha Colby das Finale und die Staffel gewann.
| Teilnehmerin             | Alter | Heimatstadt                | Platzierung   |
| ------------------------ | ----- | -------------------------- | ------------- |
| Sasha Colby              | 37    | Los Angeles, Kalifornien   | Gewinnerin    |
| Anetra                   | 25    | Las Vegas, Nevada          | 2. Platz      |
| Luxx Noir London         | 22    | East Orange, New Jersey    | 3./4. Platz q |
| Mistress Isabelle Brooks | 24    | Houston, Texas             | 3./4. Platz q |
| Loosey LaDuca            | 32    | Ansonia, Connecticut       | 5. Platz      |
| Salina EsTitties         | 31    | Los Angeles, Kalifornien   | 6. Platz      |
| Marcia Marcia Marcia     | 25    | New York City, New York    | 7. Platz      |
| Malaysia Babydoll Foxx   | 32    | Miami, Florida             | 8. Platz      |
| Spice                    | 23    | Los Angeles, Kalifornien   | 9. Platz      |
| Jax                      | 25    | New York City, New York    | 10. Platz     |
| Aura Mayari              | 30    | Nashville, Tennessee       | 11. Platz     |
| Robin Fierce             | 26    | Hartford, Connecticut      | 12. Platz     |
| Amethyst                 | 27    | West Hartford, Connecticut | 13. Platz     |
| Sugar                    | 23    | Los Angeles, Kalifornien   | 14. Platz     |
| Princess Poppy           | 26    | San Francisco, Kalifornien | 15. Platz     |
| Irene Dubois             | 29    | Seattle, Washington, D.C.  | 16. Platz     |

### Staffel 16 (2024)

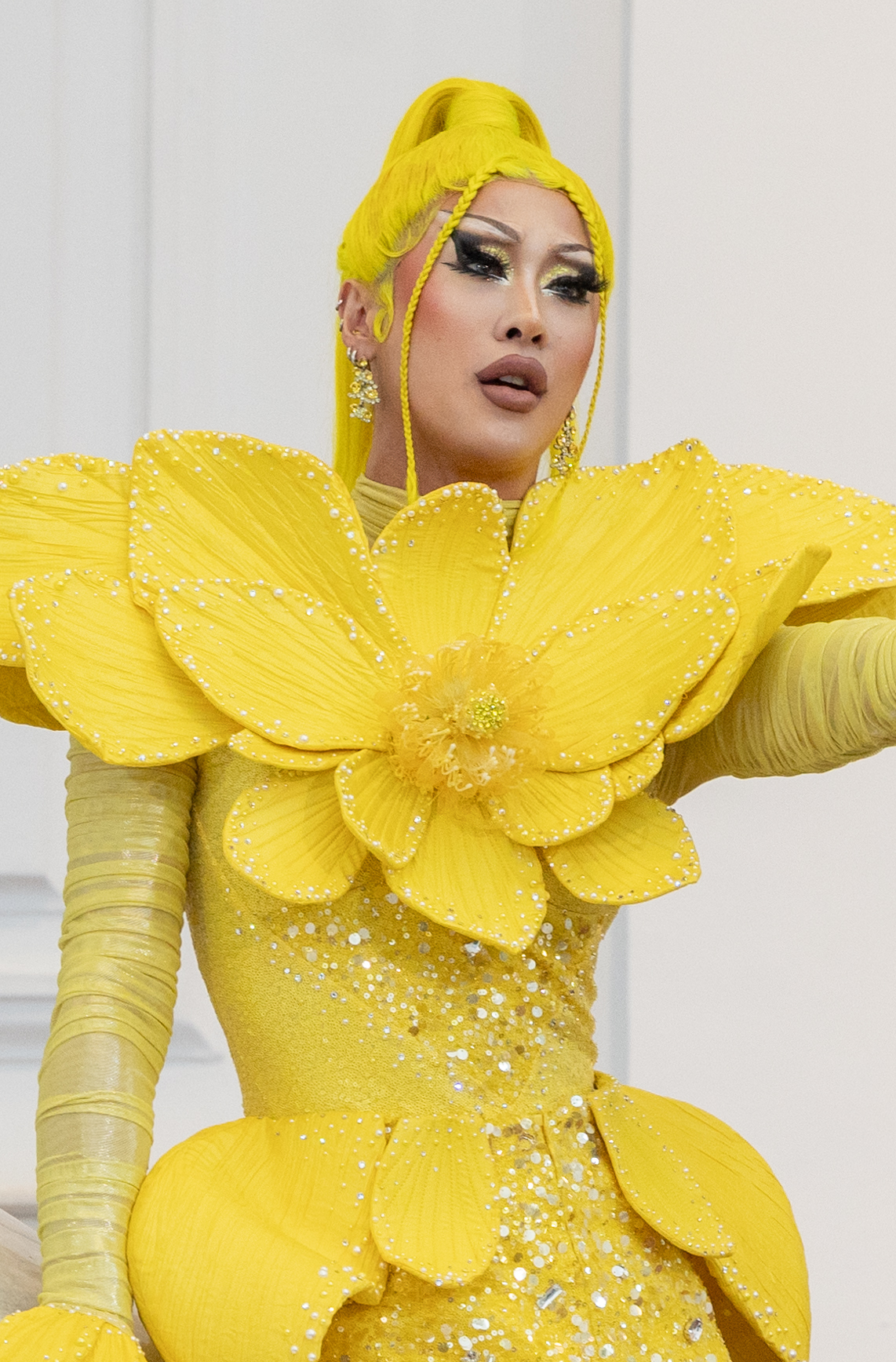
Nymphia Wind, Gewinnerin der 16. Staffel

Die 16. Staffel mit 14 Teilnehmerinnen lief vom 5. Januar bis zum 14. April 2024. Sie besteht aus 16 Episoden, darunter eine Reunion als Lipsync-Turnier vor dem Finale. In den ersten beiden Episoden nahmen jeweils nur eine Hälfte der Kandidatinnen teil und die zwei besten traten im Lipsync um den Sieg an, sodass die erste Eliminierung erst in der dritten Episode stattfand. Auch in der zehnten Episode gab es einen Lipsync um den Sieg ohne Eliminierung. In der fünfzehnten Episode kehrten die bis dahin ausgeschiedenen Teilnehmerinnen zurück und traten in einem Lipsync-Turnier an, dessen Gewinnerin den Titel „Queen of She Done Already Done Had Herses“ erhielt.
| Teilnehmerin         | Alter | Heimatstadt                | Platzierung |
| -------------------- | ----- | -------------------------- | ----------- |
| Nymphia Wind         | 27    | New York City, New York    | Gewinnerin  |
| Sapphira Cristál     | 34    | Philadelphia, Pennsylvania | 2. Platz    |
| Plane Jane           | 25    | Boston, Massachusetts      | 3. Platz    |
| Q                    | 26    | Kansas City, Missouri      | 4. Platz    |
| Morphine Love Dion   | 26    | Miami, Florida             | 5. Platz    |
| Dawn                 | 25    | New York City, New York    | 6. Platz    |
| Mhi'ya Iman Le'Paige | 34    | Miami, Florida             | 7. Platz    |
| Plasma               | 24    | New York City, New York    | 8. Platz    |
| Xunami Muse          | 34    | New York City, New York    | 9. Platz    |
| Megami               | 33    | New York City, New York    | 10. Platz   |
| Geneva Karr          | 30    | Brownsville, Texas         | 11. Platz   |
| Amanda Tori Meating  | 26    | Los Angeles, Kalifornien   | 12. Platz   |
| Mirage               | 29    | Las Vegas, Nevada          | 13. Platz   |
| Hershii LiqCour-Jeté | 32    | Los Angeles, Kalifornien   | 14. Platz   |

### Staffel 17 (2025)
Die 17. Staffel mit 14 Teilnehmerinnen lief vom 3. Januar bis zum 18. April 2025. Sie besteht aus 16 Episoden, darunter eine Reunion als Lipsync-Turnier vor dem Finale. In der Staffel wurde das neue Element des „Badonka Dunk Tank“s eingeführt: Nach einem Lipsync betätigt die Verliererin einen aus mehreren Hebeln, von denen der richtige Michelle Visage in einen Wassertank eintaucht, was dazu führt, dass die entsprechende Kandidatin weiter verbleiben darf. Die Premiere wurde auf die ersten beiden Episoden aufgeteilt, in denen jeweils die Hälfte der Teilnehmerinnen zur Maxi Challenge antrat und zwei Gewinnerinnen zum Lipsync um den Sieg; die schlechtesten aus beiden Episoden am Ende der zweiten dann auch zum Lipsync for your life. Da die Verliererin aber den richtigen Hebel betätigte, wurde sie nicht eliminiert. Dies gelang ein weiteres Mal der Verliererin in der fünften Episode. In der dreizehnten Episode wiederum entschied RuPaul, dass es keine Verliererin gab. In der fünfzehnten Episode kehrten alle Ausgeschiedenen für ein Lipsync-Turnier an, dessen Gewinnerin „Queen of She Done Already Done Had Herses“ wurde. Die vier Finalistinnen zeigten zunächst jeweils einen individuellen Auftritt, danach traten nur zwei zum letzten Lipsync um den Staffelsieg an.
| Teilnehmerin    | Alter | Heimatstadt              | Platzierung   |
| --------------- | ----- | ------------------------ | ------------- |
| Onya Nurve      | 31    | Cleveland, Ohio          | Gewinnerin    |
| Jewels Sparkles | 23    | Tampa, Florida           | 2. Platz      |
| Lexi Love       | 33    | Louisville, Kentucky     | 3./4. Platz r |
| Sam Star        | 24    | Leeds, Alabama           | 3./4. Platz r |
| Suzie Toot      | 24    | Fort Lauderdale, Florida | 5. Platz      |
| Lana Ja'Rae     | 22    | New York City, New York  | 6. Platz      |
| Lydia B Kollins | 23    | Pittsburgh, Pennsylvania | 7. Platz      |
| Arrietty        | 28    | Seattle, Washington      | 8. Platz      |
| Kori King       | 24    | Boston, Massachusetts    | 9. Platz      |
| Acacia Forgot   | 28    | Los Angeles, Kalifornien | 10. Platz     |
| Crystal Envy    | 27    | Asbury Park, New Jersey  | 11. Platz     |
| Hormona Lisa    | 30    | Chattanooga, Tennessee   | 12. Platz     |
| Joella          | 25    | Los Angeles, Kalifornien | 13. Platz     |
| Lucky Starzzz   | 26    | Miami, Florida           | 14. Platz     |

## RuPaul’s Drag Race: All Stars

### Staffel 1 (2012)

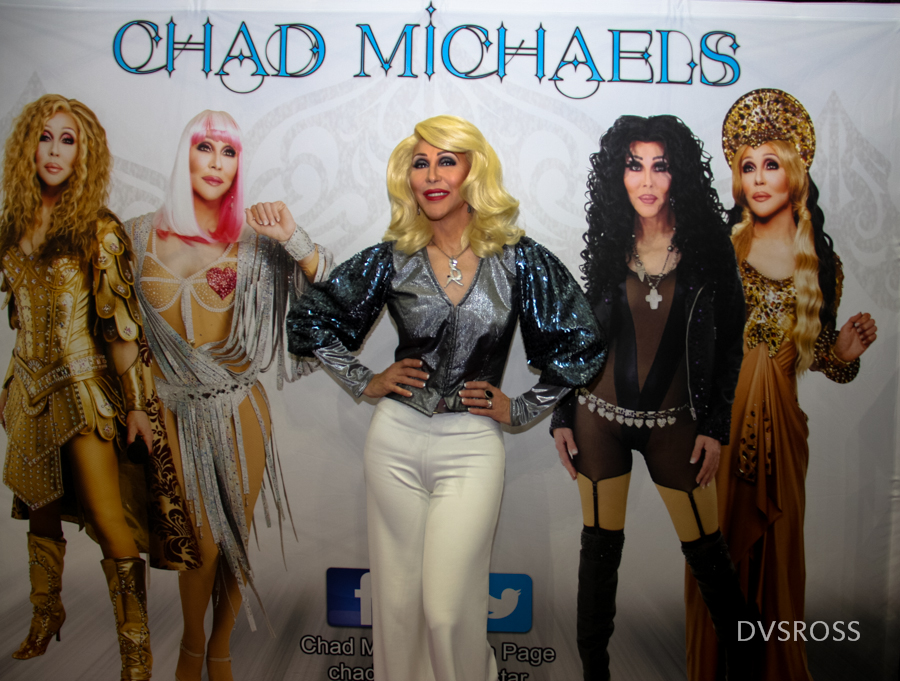
Chad Michaels, Finalistin der vierten Staffel und Gewinnerin der ersten All Stars-Staffel, ist bekannt für Cher-Imitationen.

An der ersten All Stars-Staffel, die vom 22. Oktober bis zum 26. November 2012 erstausgestrahlt wurde, nahmen zwölf Kandidatinnen teil. In der ersten Staffel von All Stars unterscheidet sich der Wettbewerbsmodus von den regulären Staffeln und den übrigen All Stars-Staffeln, insofern dass die Teilnehmerinnen hier in Zweierteams antreten. Nachdem beim Lipsync jeweils nur ein Mitglied der schlechtesten Teams antrat, schieden die Teammitglieder gemeinsam aus. Erst im Finale werden die letzten beiden Teams aufgelöst, um eine einzelne Dragqueen zur Gewinnerin küren zu können.
| Team          | Teilnehmerin   | frühere Staffel | Alter | Heimatstadt             | Platzierung   |
| ------------- | -------------- | --------------- | ----- | ----------------------- | ------------- |
| Shad          | Chad Michaels  | Staffel 4       | 41    | San Diego, Kalifornien  | Gewinnerin    |
| Rujubee       | Raven          | Staffel 2       | 33    | Riverside, Kalifornien  | 2. Platz      |
| Rujubee       | Jujubee        | Staffel 2       | 28    | Boston, Massachusetts   | 3./4. Platz   |
| Shad          | Shannel        | Staffel 1       | 32    | Las Vegas, Nevada       | 3./4. Platz   |
| Yarlexis      | Alexis Mateo   | Staffel 3       | 32    | St. Petersburg, Florida | 5./6. Platz   |
| Yarlexis      | Yara Sofia     | Staffel 3       | 28    | Manatí, Puerto Rico     | 5./6. Platz   |
| Latrila       | Latrice Royale | Staffel 4       | 40    | South Beach, Florida    | 7./8. Platz   |
| Latrila       | Manila Luzon   | Staffel 3       | 30    | New York City, New York | 7./8. Platz   |
| Brown Flowers | Nina Flowers   | Staffel 1       | 37    | Denver, Colorado        | 9./10. Platz  |
| Brown Flowers | Tammie Brown   | Staffel 1       | 32    | Long Beach, Kalifornien | 9./10. Platz  |
| Mandora       | Mimi Imfurst   | Staffel 3       | 29    | New York City, New York | 11./12. Platz |
| Mandora       | Pandora Boxx   | Staffel 2       | 40    | Rochester, New York     | 11./12. Platz |

### Staffel 2 (2016)

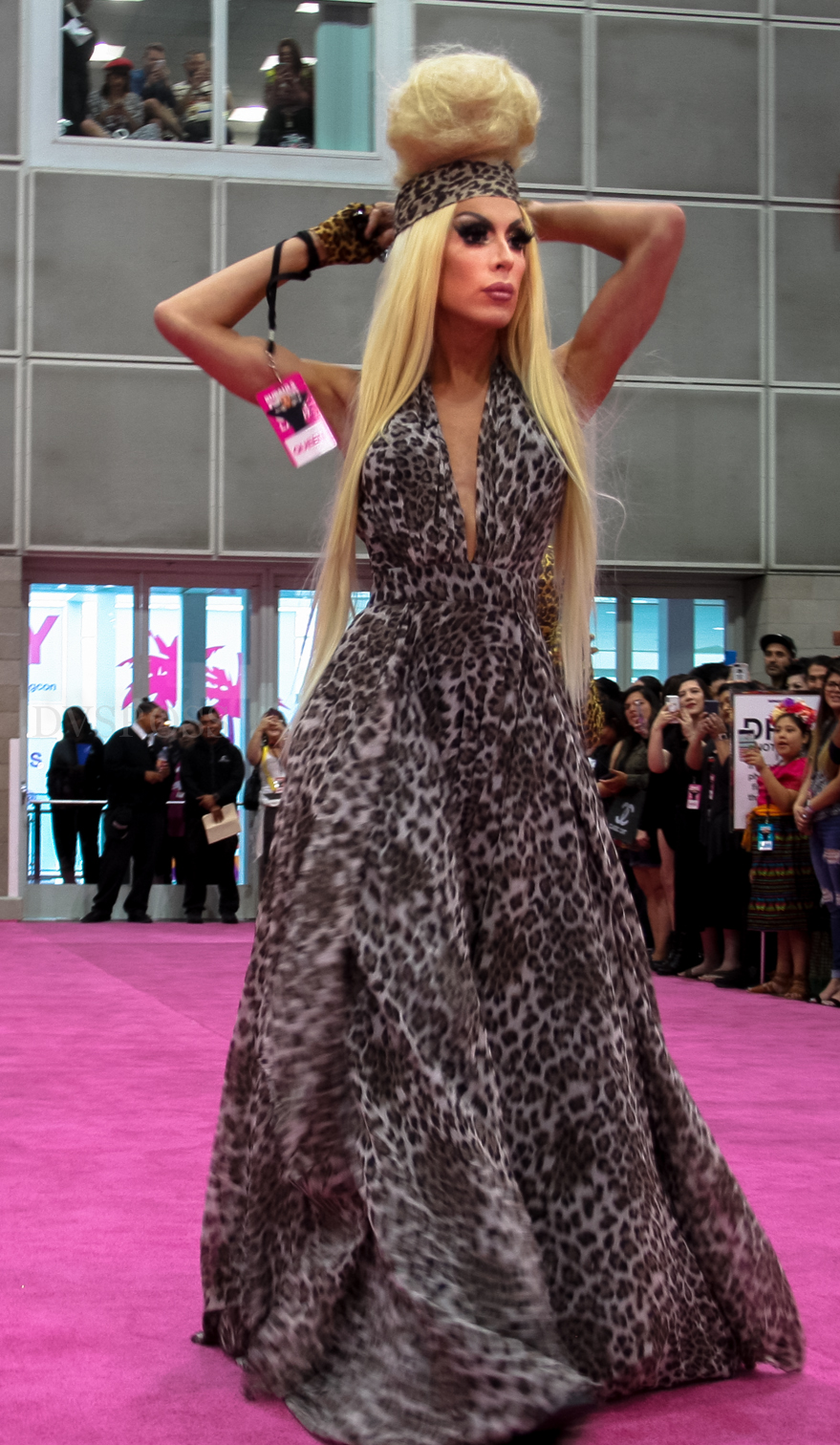
Alaska, Finalistin der fünften Staffel und Gewinnerin der zweiten All Stars-Staffel.

An der zweiten All Stars-Staffel, die vom 25. August bis zum 27. Oktober 2016 erstausgestrahlt wurde, nahmen zehn Kandidatinnen teil. Ab der zweiten Staffel änderte sich der Modus so, dass die Kandidatinnen wieder einzeln antreten und das Lipsync-Duell die beiden Besten bestreiten, deren Gewinnerin dadurch die Möglichkeit erhält, eine der beiden Schlechtesten zu eliminieren. Die Gewinnerin wurde im Finale durch ein Lipsync-Duell zwischen den letzten drei Kandidatinnen bestimmt.
| Teilnehmerin   | frühere Staffel | Alter | Heimatstadt              | Platzierung |
| -------------- | --------------- | ----- | ------------------------ | ----------- |
| Alaska         | Staffel 5       | 34    | Los Angeles, Kalifornien | Gewinnerin  |
| Detox          | Staffel 5       | 30    | Los Angeles, Kalifornien | 2./3. Platz |
| Katya          | Staffel 7       | 34    | Boston, Massachusetts    | 2./3. Platz |
| Roxxxy Andrews | Staffel 5       | 31    | Orlando, Florida         | 4. Platz    |
| Alyssa Edwards | Staffel 5       | 35    | Dallas, Texas            | 5. Platz A  |
| Tatianna       | Staffel 2       | 27    | Washington, D.C.         | 6. Platz A  |
| Phi Phi O’Hara | Staffel 4       | 29    | New York City, New York  | 7. Platz    |
| Ginger Minj    | Staffel 7       | 31    | Orlando, Florida         | 8. Platz    |
| Adore Delano   | Staffel 6       | 25    | Azusa, Kalifornien       | 9. Platz B  |
| Coco Montrese  | Staffel 5       | 41    | Las Vegas, Nevada        | 10. Platz   |

### Staffel 3 (2018)

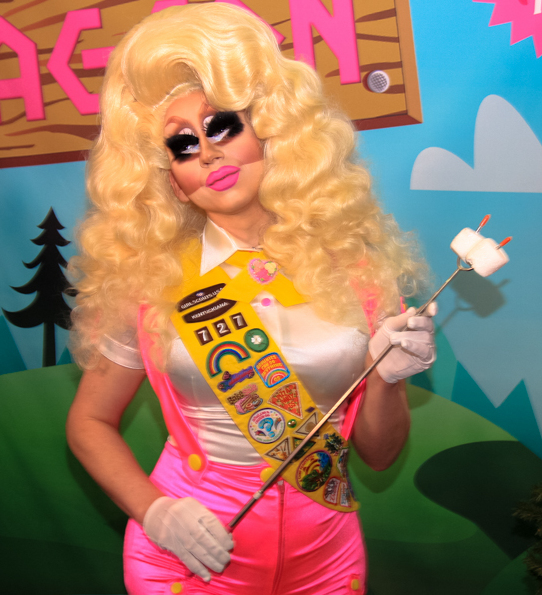
Trixie Mattel, Gewinnerin der dritten Staffel, pflegt einen campy Barbie-Look.

An der dritten All Stars-Staffel, die vom 25. Januar bis zum 15. März 2018 erstausgestrahlt wurde, nahmen zehn Kandidatinnen teil.
| Teilnehmerin      | frühere Staffel | Alter | Heimatstadt              | Platzierung |
| ----------------- | --------------- | ----- | ------------------------ | ----------- |
| Trixie Mattel     | Staffel 7       | 28    | Milwaukee, Wisconsin     | Gewinnerin  |
| Kennedy Davenport | Staffel 7       | 35    | Dallas, Texas            | 2. Platz    |
| BeBe Zahara Benet | Staffel 1       | 36    | Minneapolis, Minnesota   | 3./4. Platz |
| Shangela          | Staffel 2, 3    | 35    | Los Angeles, Kalifornien | 3./4. Platz |
| Morgan McMichaels | Staffel 2       | 36    | Los Angeles, Kalifornien | 5. Platz C  |
| BenDeLaCreme      | Staffel 6       | 35    | Seattle, Washington      | 6. Platz C  |
| Aja               | Staffel 9       | 23    | New York City, New York  | 7. Platz    |
| Chi Chi DeVayne   | Staffel 8       | 32    | Shreveport, Louisiana    | 8. Platz    |
| Milk              | Staffel 6       | 29    | New York City, New York  | 9. Platz    |
| Thorgy Thor       | Staffel 8       | 33    | New York City, New York  | 10. Platz   |

### Staffel 4 (2018–2019)

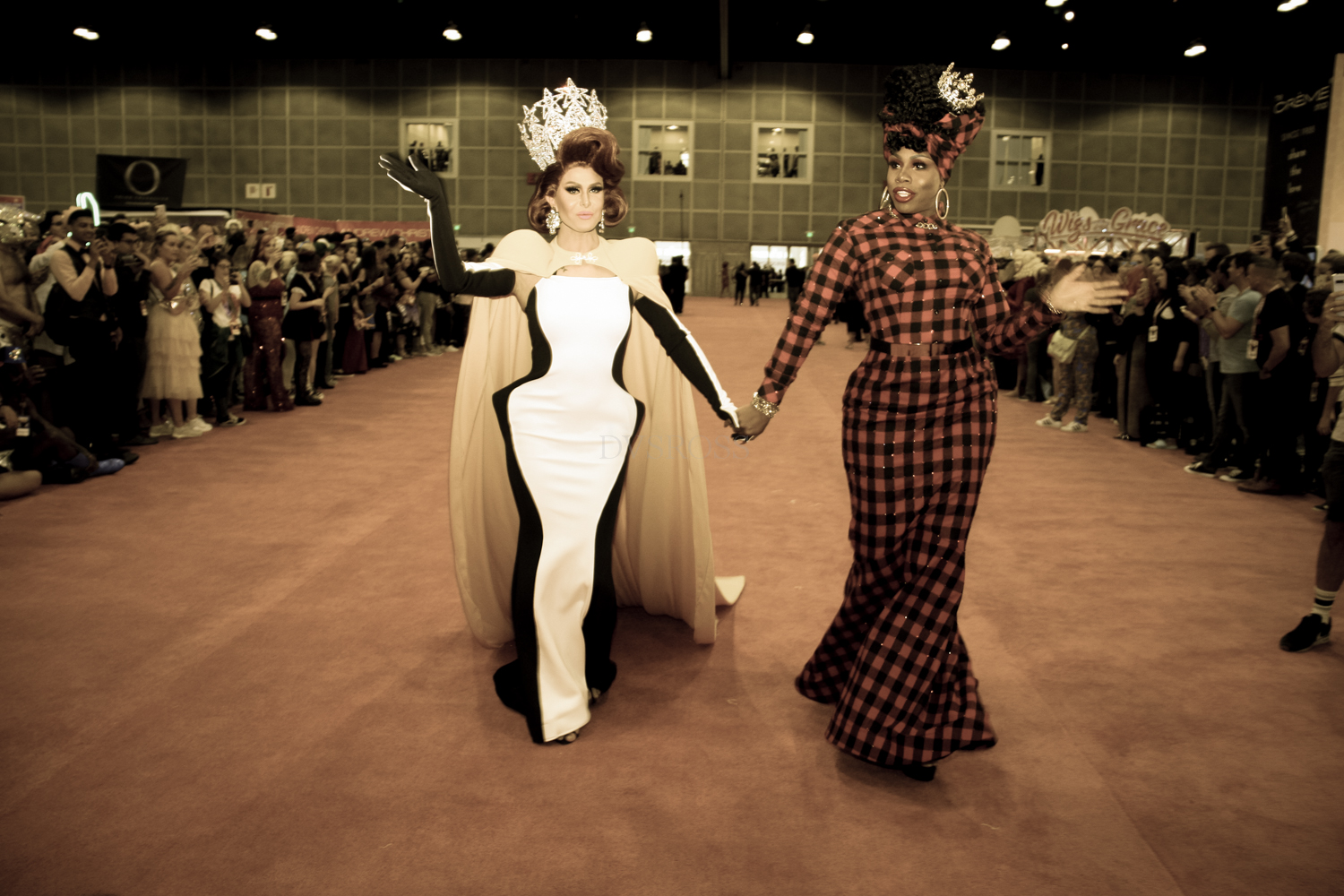
Trinity Taylor (l.) aus der neunten Staffel und Monét X Change (r.) aus der zehnten Staffel wurden zu gemeinsamen Gewinnerinnen der vierten Staffel All Stars gekrönt.

An der vierten All Stars-Staffel, die vom 14. Dezember 2018 bis zum 15. Februar 2019 erstausgestrahlt wurde, nahmen zehn Kandidatinnen teil. In dieser Staffel ernannte RuPaul das erste Mal in der Show zwei Gewinnerinnen.
| Teilnehmerin            | frühere Staffel         | Alter | Heimatstadt              | Platzierung   |
| ----------------------- | ----------------------- | ----- | ------------------------ | ------------- |
| Monét X Change          | Staffel 10              | 28    | New York City, New York  | Gewinnerinnen |
| Trinity The Tuck Taylor | Staffel 9               | 33    | Orlando, Florida         | Gewinnerinnen |
| Monique Heart           | Staffel 10              | 32    | Kansas City, Missouri    | 3./4. Platz   |
| Naomi Smalls            | Staffel 8               | 24    | Chicago, Illinois        | 3./4. Platz   |
| Latrice Royale          | Staffel 4 / All Stars 1 | 46    | South Beach, Florida     | 5. Platz D    |
| Manila Luzon            | Staffel 4 / All Stars 1 | 37    | Los Angeles, Kalifornien | 6. Platz      |
| Valentina               | Staffel 9               | 27    | Echo Park, Kalifornien   | 7. Platz      |
| Gia Gunn                | Staffel 6               | 28    | Los Angeles, Kalifornien | 8. Platz      |
| Farrah Moan             | Staffel 9               | 24    | Los Angeles, Kalifornien | 9. Platz      |
| Jasmine Masters         | Staffel 7               | 41    | Los Angeles, Kalifornien | 10. Platz     |

### Staffel 5 (2020)

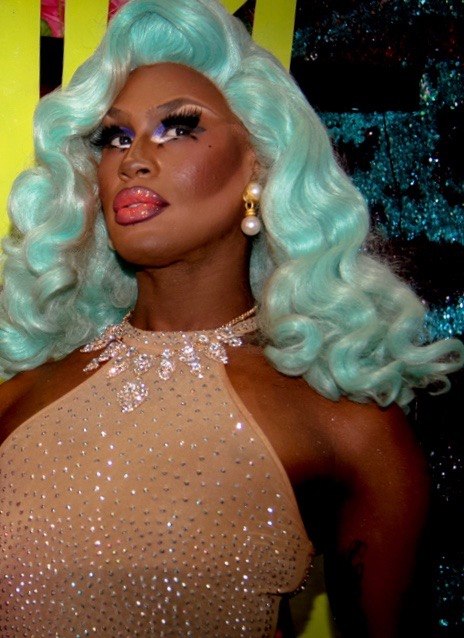
Shea Couleé ist die Gewinnerin der fünften Staffel.

An der fünften Staffel, die vom 5. Juni bis zum 24. Juli 2020 ausgestrahlt wurde, nahmen zehn Kandidatinnen teil. In der fünften Staffel ist der Modus so geändert, dass RuPaul neben den beiden Schlechtesten nur noch eine Challenge-Gewinnerin ernennt und neben den Kandidatinnen weitere frühere Teilnehmerinnen als sogenannte Lip Sync Assassin auftreten, d. h. solche, die sich in ihrer regulären Staffel durch besonderes Talent im Lipsync-Duell hervorgetan und so etwa mehrere Gegenspielerinnen eliminiert haben. Die Challenge-Gewinnerin muss im Duell gegen den Lip Sync Assassin antreten, um bei einem Sieg die von ihr ausgewählte Schlechteste zu eliminieren. Außerdem bestimmen die restlichen Kandidatinnen eine der beiden Schlechtesten, die sie eliminieren würden und dann eliminiert wird, wenn der Lip Sync Assassin das Duell gewinnt.
| Teilnehmerin      | frühere Staffel         | Alter | Heimatstadt               | Platzierung | eliminiert durch                         |
| ----------------- | ----------------------- | ----- | ------------------------- | ----------- | ---------------------------------------- |
| Shea Couleé       | Staffel 9               | 30    | Chicago, Illinois         | Gewinnerin  |                                          |
| Jujubee           | Staffel 2 / All Stars 1 | 34    | Boston, Massachusetts     | 2./3. Platz |                                          |
| Miz Cracker       | Staffel 10              | 35    | New York City, New York   | 2./3. Platz |                                          |
| Blair St. Clair   | Staffel 10              | 24    | Indianapolis, Indiana     | 4. Platz    | Challenge-Gewinner                       |
| Alexis Mateo      | Staffel 3 / All Stars 1 | 38    | Saint Petersburg, Florida | 5. Platz    | Lip Sync Assassin                        |
| India Ferrah      | Staffel 3               | 33    | Las Vegas, Nevada         | 6. Platz    | Challenge-Gewinner                       |
| Mayhem Miller     | Staffel 10              | 37    | Riverside, Kalifornien    | 7. Platz    | Challenge-Gewinner & Lip Sync Assassin E |
| Mariah Balenciaga | Staffel 3               | 37    | Los Angeles, Kalifornien  | 8. Platz    | Lip Sync Assassin                        |
| Ongina            | Staffel 1               | 37    | Los Angeles, Kalifornien  | 9. Platz    | Challenge-Gewinner                       |
| Derrick Barry     | Staffel 8               | 35    | Las Vegas, Nevada         | 10. Platz   | Lip Sync Assassin                        |

| Teilnehmerin         | frühere Staffel Anm      | Folge |
| -------------------- | ------------------------ | ----- |
| Yvie Oddly           | Staffel 11               | 1     |
| Alyssa Edwards       | Staffel 5 / All Stars 2  | 2     |
| Monét X Change       | Staffel 10 / All Stars 4 | 3     |
| Morgan McMichaels    | Staffel 2 / All Stars 3  | 4     |
| Vanessa Vanjie Mateo | Staffel 10 / 11          | 5     |
| Roxxxy Andrews       | Staffel 5 / All Stars 2  | 6     |
| Kennedy Davenport    | Staffel 7 / All Stars 3  | 7     |

### Staffel 6 (2021)

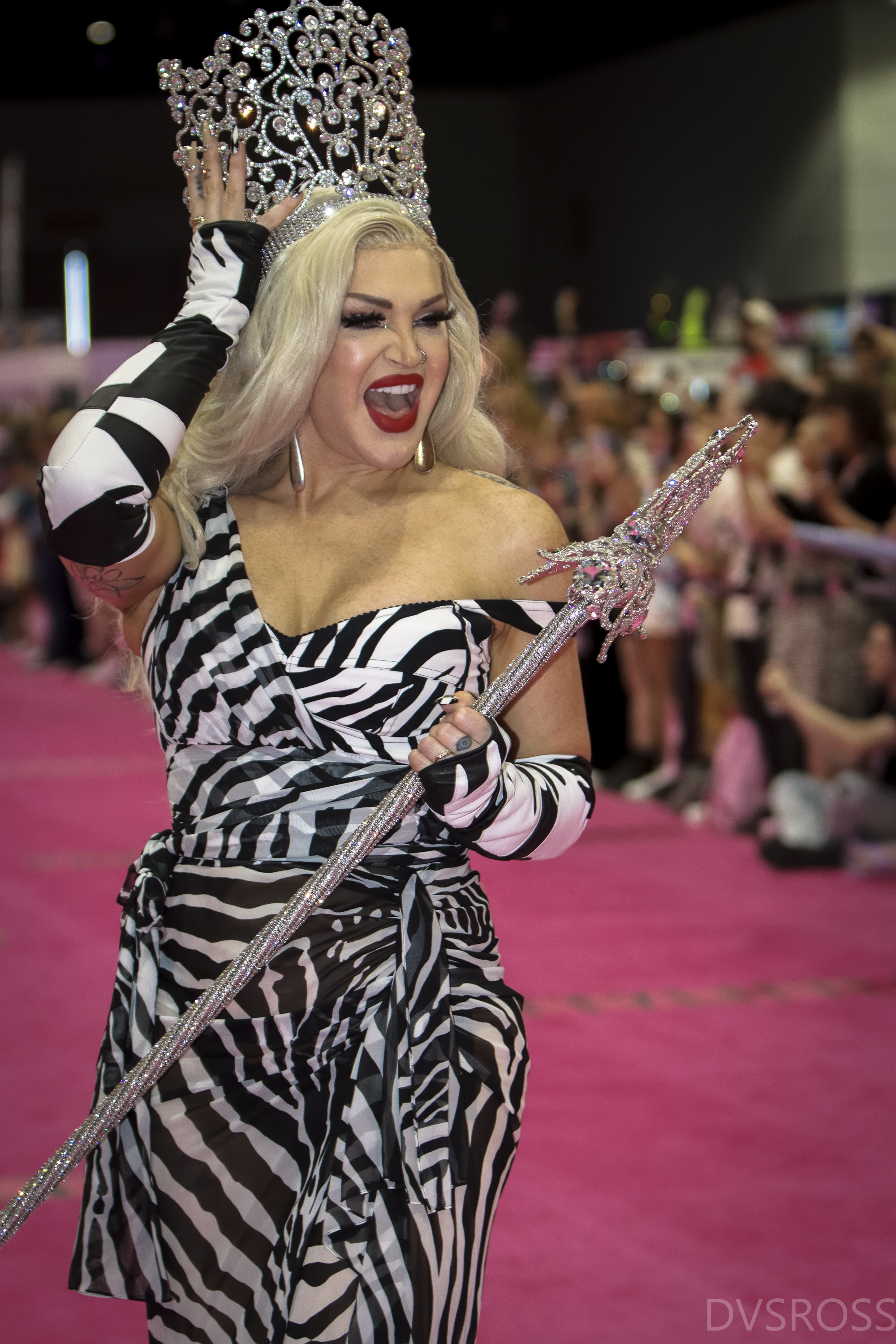
Kylie Sonique Love ist die Gewinnerin der sechsten Staffel.

An der sechsten Staffel, die am 24. Juni 2021 begann, nahmen dreizehn Kandidatinnen teil. Die Staffel setzt das System mit den Lip Syncs Assassins fort, zusätzlich gab es ein „Game within a Game“ (Spiel im Spiel). Am Ende der ersten neun Episoden verkündete RuPaul der jeweils ausgeschiedenen Kandidatin, dass sie durch die Teilnahme an diesem zurückkehren können. Dabei handelte es sich um ein Lipsync-Turnier zwischen den Ausgeschiedenen, das in der zehnten Episode gezeigt wurde.
| Teilnehmerin         | frühere Staffel         | Alter | Heimatstadt             | Platzierung    | eliminiert durch                         |
| -------------------- | ----------------------- | ----- | ----------------------- | -------------- | ---------------------------------------- |
| Kylie Sonique Love   | Staffel 2               | 37    | Atlanta, Georgia        | Gewinnerin     |                                          |
| Eureka               | Staffel 9 / Staffel 10  | 30    | Johnson City, Tennessee | 2./3./4. Platz | F                                        |
| Ginger Minj          | Staffel 7 / All Stars 2 | 35    | Orlando, Florida        | 2./3./4. Platz |                                          |
| Ra'Jah O’Hara        | Staffel 11              | 34    | Dallas, Texas           | 2./3./4. Platz |                                          |
| Trinity K. Bonet     | Staffel 6               | 30    | Atlanta, Georgia        | 5. Platz       | Challenge-Gewinner & Lip Sync Assassin G |
| Pandora Boxx         | Staffel 2 / All Stars 1 | 49    | Rochester, New York     | 6. Platz       | Challenge-Gewinner                       |
| Jan                  | Staffel 12              | 27    | New York City, New York | 7. Platz       | Challenge-Gewinner & Lip Sync Assassin H |
| A’Keria C. Davenport | Staffel 11              | 32    | Dallas, Texas           | 8. Platz       | Challenge-Gewinner                       |
| Scarlet Envy         | Staffel 11              | 27    | New York City, New York | 9. Platz       | Challenge-Gewinner                       |
| Yara Sofia           | Staffel 3 / All Stars 1 | 37    | Manati, Puerto Rico     | 10. Platz      | Lip Sync Assassin                        |
| Silky Nutmeg Ganache | Staffel 11              | 30    | New York City, New York | 11. Platz      | Lip Sync Assassin                        |
| Jiggly Caliente      | Staffel 4               | 38    | New York City, New York | 12. Platz      | Challenge-Gewinner & Lip Sync Assassin G |
| Serena Cha Cha       | Staffel 5               | 29    | Tallahassee, Florida    | 13. Platz      | Lip Sync Assassin                        |

| Teilnehmerin       | frühere Staffel Anm         | Folge |
| ------------------ | --------------------------- | ----- |
| Coco Montrese      | Staffel 5 / All Stars 2     | 1     |
| Brooke Lynn Hytes  | Staffel 11                  | 2     |
| Laganja Estranja   | Staffel 6                   | 3     |
| Jessica Wild       | Staffel 2                   | 4     |
| Mayhem Miller      | Staffel 10 / All Stars 5    | 5     |
| Manila Luzon       | Staffel 3 / All Stars 1 & 4 | 6     |
| Alexis Mateo       | Staffel 3 / All Stars 1 & 5 | 7     |
| Heidi N. Closet    | Staffel 12                  | 8     |
| Kameron Michaels   | Staffel 10                  | 9     |
| Jaida Essence Hall | Staffel 12                  | 10    |

### Staffel 7, All Winners (2022)

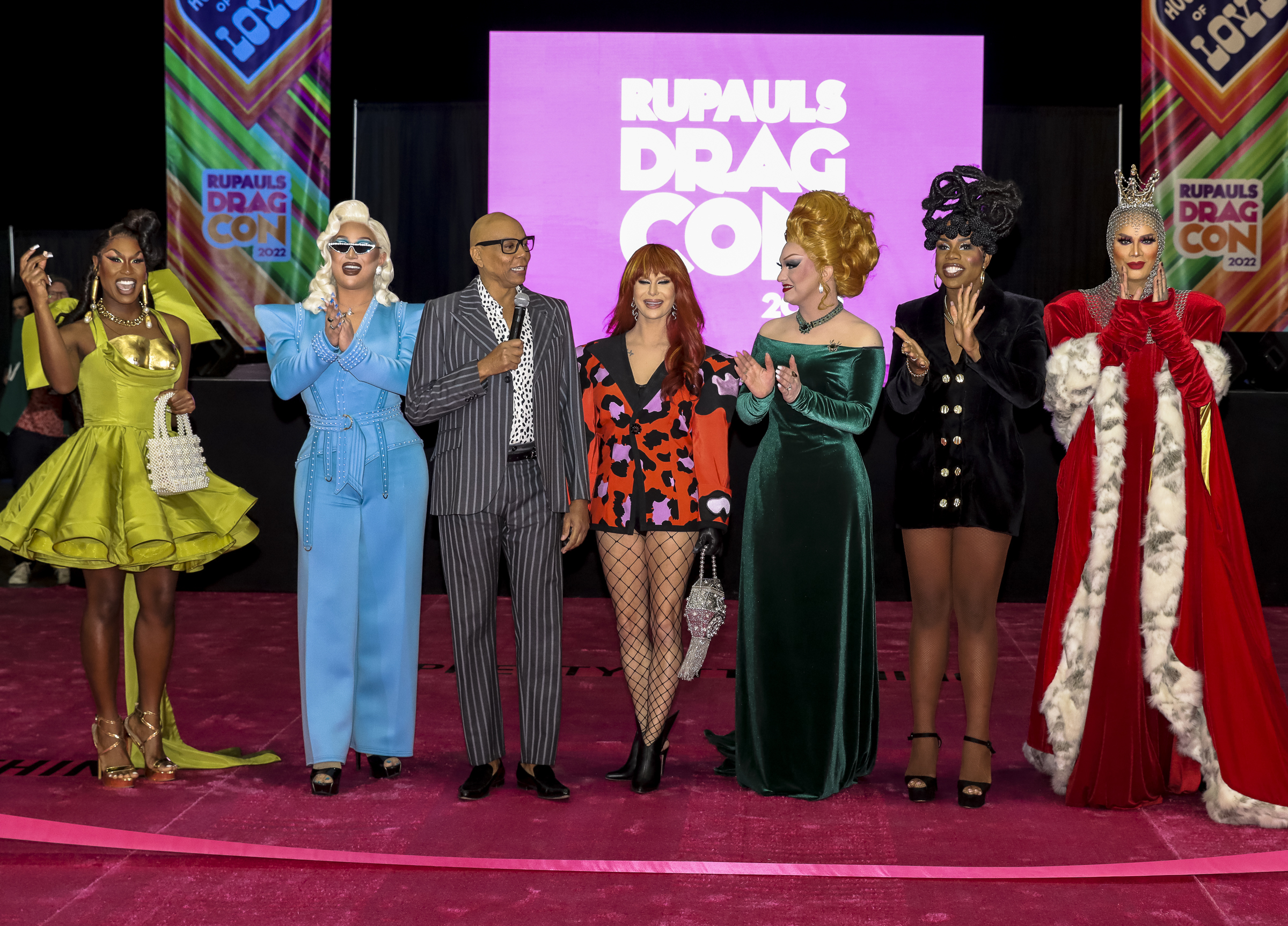
Shea Couleé, The Vivienne, RuPaul, Trinity the Tuck, Jinkx Monsoon, Monét X Change und Raja auf der DragCon LA 2022.

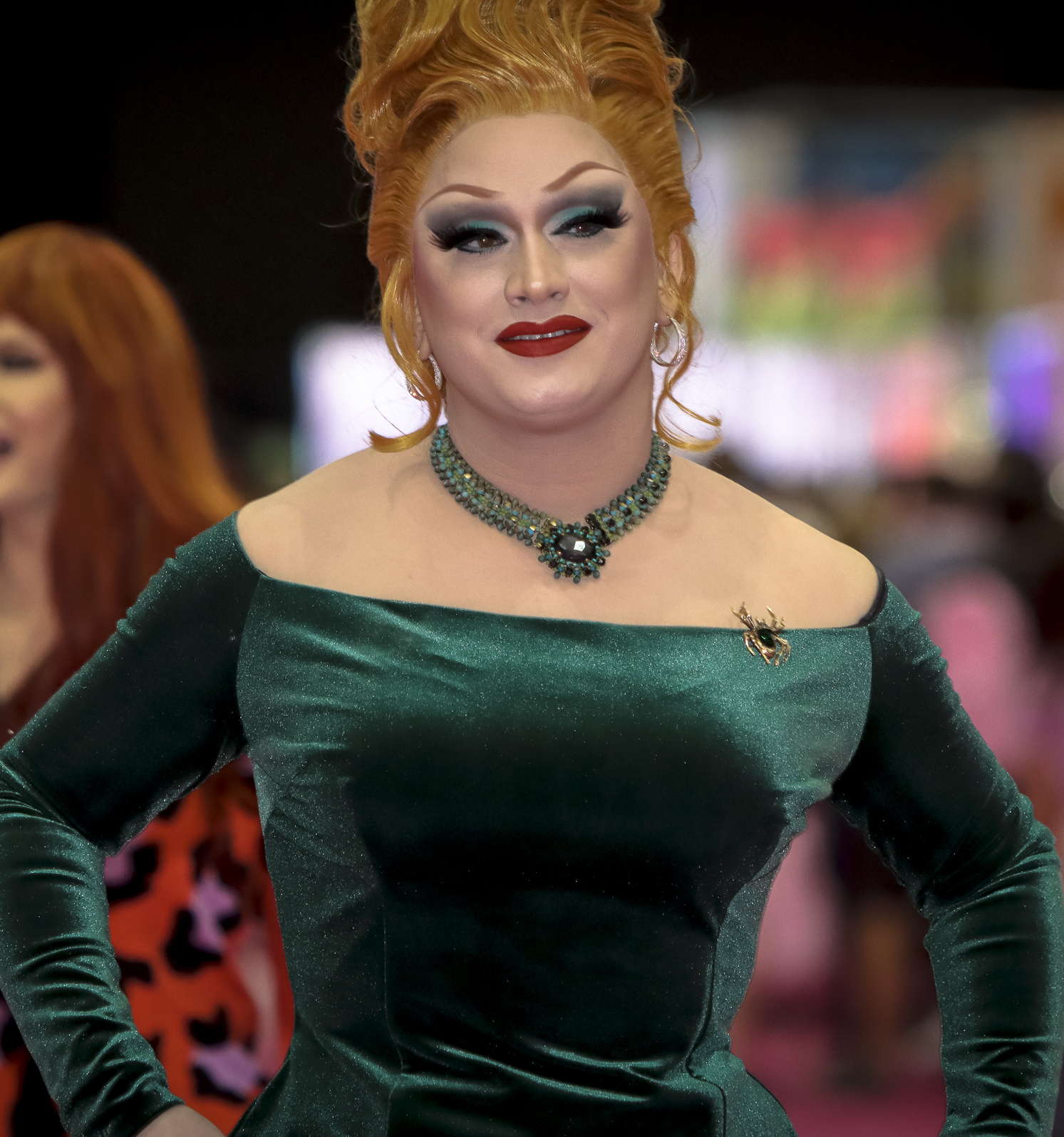
Jinkx Monsoon ist die Gewinnerin der siebten Staffel.

Die acht Teilnehmerinnen der siebten Staffel, die ab dem 20. Mai 2022 ausgestrahlt wurde, sind erstmals nur frühe Gewinnerinnen, darunter eine internationale, aus denen die „Queen of all Queens“ gekürt wird.
In dieser Staffel wird keine Teilnehmerin eliminiert, sondern sie sammeln Punkte in Form von Sternen. RuPaul bestimmt in jeder Folge zwei Gewinnerinnen, die jeweils, sofern sie nicht geblockt sind, einen „Legendary Legend Star“ erhalten und im Lip Sync antreten. Die Gewinnerin des Lip Syncs darf eine andere Teilnehmerin blocken, sodass diese, falls sie in der folgenden Episode gewinnt, keinen Stern erhält. Im Finale werden die vier Teilnehmerinnen mit den meisten Sternen im Lip-Sync-Turnier, genannt „LalapaRuza Smackdown“, antreten.
Nach der letzten Challenge wurde mitgeteilt, dass auch die übrigen vier untereinander in einemLip-Sync-Turnier antreten. Das Turnier der Top 4 gewann Jinkx Monsoon und wurde „Queen of all Queens“ gekrönt; das der übrigen vier gewann Raja und wurde „Queen of She Done Already Done Had Herses“ gekrönt.
| Teilnehmerin       | Gewinner-Staffel | Alter | Heimatstadt              | Sterne | Platzierung |
| ------------------ | ---------------- | ----- | ------------------------ | ------ | ----------- |
| Jinkx Monsoon      | Staffel 5        | 33    | Seattle, Washington      | 4      | Gewinnerin  |
| Monét X Change     | All Stars 4      | 31    | New York CIty, New York  | 5      | 2. Platz    |
| Shea Couleé        | All Stars 5      | 32    | Chicago, Illinois        | 4      | 3./4. Platz |
| Trinity the Tuck   | All Stars 4      | 36    | Orlando, Florida         | 3      | 3./4. Platz |
| Raja               | Staffel 3        | 47    | Los Angeles, Kalifornien | 2      | 5. Platz I  |
| Yvie Oddly         | Staffel 11       | 27    | Denver, Colorado         | 2      | 6. Platz    |
| Jaida Essence Hall | Staffel 12       | 34    | Milwaukee, Wisconsin     | 3      | 7./8. Platz |
| The Vivienne       | UK Staffel 1     | 29    | Liverpool, England       | 2      | 7./8. Platz |

### Staffel 8 (2023)

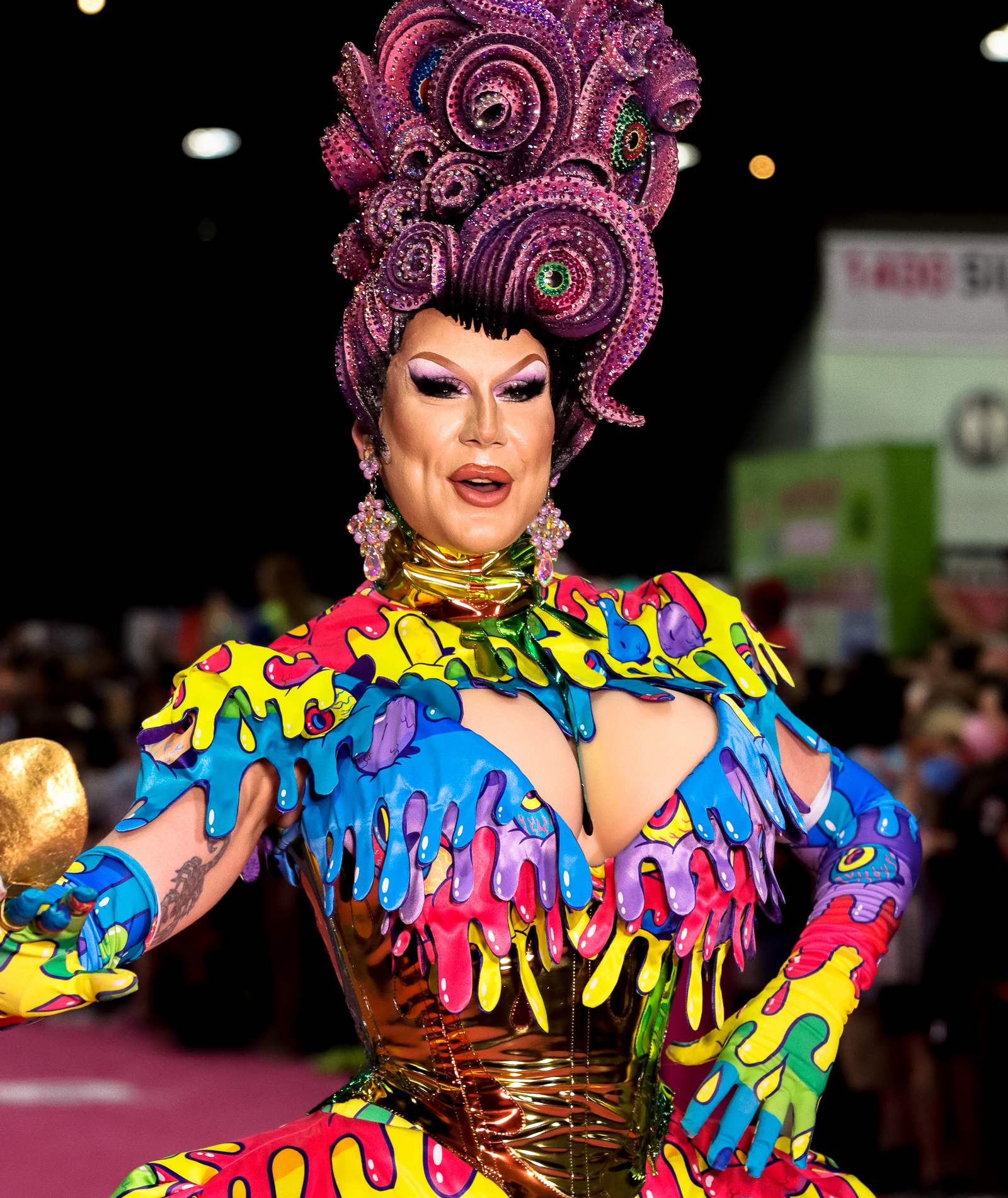
Jimbo ist die Gewinnerin der achten Staffel.

An der achten Staffel, die am 12. Mai 2023 begann, nahmen zwölf Kandidatinnen teil, darunter eine internationale. Neben dem eigentlichen Wettbewerb gab es diesmal eine weitere Möglichkeit, gekrönt zu werden: die sogenannten „Fame Games“. Dabei wurden jede Episode für alle ausgeschiedenen Teilnehmerinnen gezeigt, welche Looks sie präsentiert hätten. Vor dem Finale sollten die Zuschauer dann für ihre Favoritin unter diesen voten. In der Episode vor dem Finale kehrten die ausgeschiedenen Teilnehmerinnen zurück und präsentierten in einer „Fame Game Variety Extravaganza“, anhand der RuPaul zwei auswählte, nämlich Jaymes Manfield und LaLaRi, die in einem Lipsync antraten, um ihre Votes vervielfachen zu können.
| Teilnehmerin         | frühere Staffel                  | Alter | Heimatstadt                 | Platzierung | eliminiert durch       |
| -------------------- | -------------------------------- | ----- | --------------------------- | ----------- | ---------------------- |
| Jimbo                | Kanada Staffel 1/UK vs the World | 38    | Victoria (British Columbia) | Gewinnerin  |                        |
| Kandy Muse           | Staffel 13                       | 37    | New York City               | 2. Platz    |                        |
| Jessica Wild         | Staffel 2                        | 42    | Boston                      | 3. Platz    | Challenge-Gewinnerin J |
| Alexis Michelle      | Staffel 9                        | 37    | New York City               | 4. Platz    | Challenge-Gewinnerin   |
| LaLa Ri              | Staffel 13                       | 31    | Atlanta                     | 5. Platz K  | Challenge-Gewinnerin   |
| Kahanna Montrese     | Staffel 11                       | 28    | Las Vegas                   | 6. Platz    | Challenge-Gewinnerin   |
| Jaymes Mansfield     | Staffel 9                        | 32    | Las Vegas                   | 7. Platz    | Challenge-Gewinnerin   |
| Heidi N Closet       | Staffel 12                       | 27    | Los Angeles                 | 8. Platz L  |                        |
| Darienne Lake        | Staffel 6                        | 50    | Rochester                   | 9. Platz    | Lipsync Assassin       |
| Mrs. Kasha Davis     | Staffel 7                        | 51    | Rochester                   | 10. Platz   | Challenge-Gewinnerin   |
| Naysha Lopez         | Staffel 8                        | 37    | Los Angeles                 | 11. Platz   | Lipsync Assassin       |
| Monica Beverly Hillz | Staffel 5                        | 37    | Chicago                     | 12. Platz   | Lipsync Assassin       |

| Teilnehmerin              | frühere Staffel Anm                        | Folge |
| ------------------------- | ------------------------------------------ | ----- |
| Aja                       | Staffel 9/All Stars 3                      | 1     |
| Pangina Heals             | Thailand (Juror)/UK vs the World           | 2     |
| Ra’Jah O’Hara             | Staffel 11/All Stars 6/Canada vs the World | 3     |
| Shannel                   | Staffel 1/All Stars 1                      | 4     |
| Jasmine Kennedie          | Staffel 14                                 | 5     |
| Angeria Paris VanMichaels | Staffel 14                                 | 6     |
| Jorgeous                  | Staffel 14                                 | 7     |
| Nicky Doll                | Staffel 12                                 | 8     |
| Silky Nutmeg Ganache      | Staffel 11/All Stars 6/Canada vs the World | 9     |
| Priyanka                  | Kanada Staffel 1                           | 10    |

### Staffel 9 (2024)

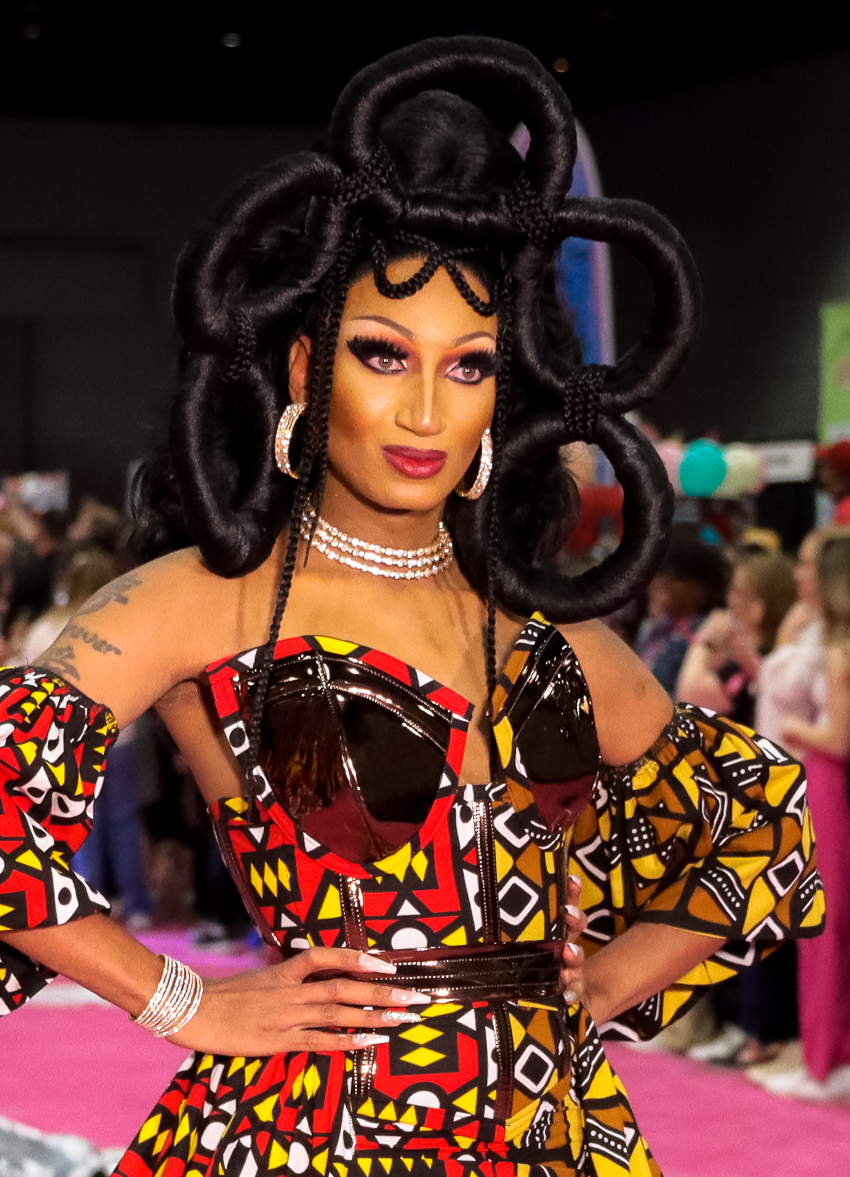
Angeria Paris VanMichaels ist die Gewinnerin der neunten Staffel.

An der achten Staffel, die vom 17. Mai bis zum 26. Juli lief, nahmen acht Kandidatinnen teil. Wie in der siebten Staffel wurde im Verlauf keine Teilnehmerin, die allerdings diesmal nicht frühere Gewinnerinnen waren, eliminiert. Die Gewinnerinnen von Episoden erhielten Anstecknadeln und sammelten so Geld, das sie an eine Wohltätigkeitsorganisation spendeten. Im Finale kamen die drei Teilnehmerinnen mit den meisten Anstecknadeln weiter zu einem letzten Lipsync, dessen Gewinnerin die Staffel gewann.
| Teilnehmerin              | frühere Staffeln      | Alter | Heimatstadt              | Nadeln | Platzierung |
| ------------------------- | --------------------- | ----- | ------------------------ | ------ | ----------- |
| Angeria Paris VanMichaels | Staffel 14            | 29    | Atlanta, Georgia         | 6      | Gewinnerin  |
| Roxxxy Andrews            | Staffel 5/All Stars 2 | 40    | Orlando, Florida         | 5      | 2./3. Platz |
| Vanessa Vanjie            | Staffel 10/Staffel 11 | 31    | Los Angeles, Kalifornien | 5      | 2./3. Platz |
| Gottmik                   | Staffel 13            | 26    | Los Angeles, Kalifornien | 2      |             |
| Jorgeous                  | Staffel 14            | 23    | Los Angeles, Kalifornien | 4      |             |
| Nina West                 | Staffel 11            | 45    | Columbus, Ohio           | 4      |             |
| Plastique Tiara           | Staffel 11            | 26    | Dallas, Texas            | 4      |             |
| Shannel                   | Staffel 1/All Stars 1 | 44    | Las Vegas, Nevada        | 3      |             |

## RuPaul’s Drag Race Holi-slay Spectacular (2018)
Bei dem Weihnachts-Special Holi-slay Spectacular, das am 7. Dezember 2018 ausgestrahlt wurde, traten acht Kandidatinnen in vier Lipsync-Duells um den Titel „Drag Race Christmas Queen“ an. RuPaul erklärte alle acht zu den Gewinnerinnen.
| Teilnehmerinnen |
| --------------- |
| Eureka          |
| Jasmine Masters |
| Kim Chi         |
| Latrice Royale  |
| Mayhem Miller   |
| Shangela        |
| Sonique         |
| Trixie Mattel   |

## Ableger
An den US-amerikanischen Ablegern Drag U und Secret Celebrity Drag Race nahmen jeweils wieder frühere Drag Race-Kandidatinnen teil; bei den internationalen Ablegern sind Dragqueens des jeweiligen Landes die Kandidatinnen. Teilnehmerlisten finden sich in entsprechenden Hauptartikeln.
- RuPaul’s Drag U: 3 Staffeln, 2010–2012
- The Switch Drag Race (Chile): 2 Staffeln, 2015 und 2018
- Drag Race Thailand: 2 Staffeln, 2018 und 2019
- RuPaul’s Drag Race UK: 4 Staffeln, seit 2019
  - RuPaul’s Drag Race UK Versus the World: 1 Staffel 2022
- RuPaul’s Secret Celebrity Drag Race: 2 Staffeln, seit 2020
- Canada’s Drag Race: 3 Staffeln, seit 2020
  - Canada’s Drag Race: Canada Versus the World: 1 Staffel 2022
- Drag Race Holland: 2 Staffeln, 2020 und 2021
- RuPaul’s Drag Race Down Under: 2 Staffeln, seit 2021
- Drag Race España: 3 Staffeln, seit 2021
- Drag Race Italia: 2 Staffeln, seit 2021
- Drag Race France: 1 Staffel 2022
- Drag Race Philippines: 1 Staffel 2022
- Drag Race Belgique: 1 Staffel 2023
- Drag Race Sverige: 1 Staffel 2023
- Drag Race Méxiko: 1 Staffel 2023
- Drag Race Brazil: 1 Staffel 2023
- Drag Race Germany: 1 Staffel 2023